# Brian Clough
Brian Howard Clough OBE (Middlesbrough, 21 de março de 1935 — Derby, 20 de setembro de 2004) foi um futebolista que atuava como atacante e treinador inglês. Clough fora um prolífico atacante durante sua carreira, sendo, mesmo mais de 50 anos após sua aposentadoria, um dos maiores artilheiros do futebol inglês, e ainda possuidor da terceira maior média de gols do futebol britânico. Como treinador, celebrou-se por levar as pequenas equipes rivais, Derby County e Nottingham Forest, da segunda divisão ao título na elite nacional, sendo o comandante do período áureo dos dois times. No Nottingham, foi ainda mais longe, conquistando com o clube um extraordinário bicampeonato na Copa dos Campeões Europeus (atual Liga dos Campeões da UEFA).
Nascido em Middlesbrough, fora revelado pelo clube homônimo, passando seis anos na equipe principal enquanto esta disputava a segunda divisão, sendo o artilheiro do campeonato em 1959 e 1960. Seu retorno ao clube, no entanto, só ocorreu graças a Peter Taylor, que notara o jovem atacante ao contrário do treinador. Em 1961 conseguiu uma transferência para o rival Sunderland; transferência que fora fortemente criticada pela mídia e torcedores locais, por um jogador com tão elevada média de gols sair para um rival. Sua passagem pelo Sunderland, no entanto, terminou com Clough sofrendo uma gravíssima lesão no joelho, resultando em sua precoce aposentadoria aos 29 anos. Embora tenha sido um prolífico artilheiro, Clough só jogou duas partidas pela Inglaterra.[carece de fontes?]
Após sua aposentadoria, convidou Peter Taylor para ser seu assistente no Hartlepools United. Com um surpreendente trabalho realizado, foram convidados para assumirem o Derby County. No Derby se tornaram célebres ao levar o time das últimas colocações da segunda divisão ao título inglês. Após constantes atritos com a diretoria, deixaram o clube. Assumiram brevemente o Brighton & Hove Albion, com Clough deixando o clube após receber uma oferta do Leeds United –– sem Taylor, que se recusou a sair e rompeu com Clough ––. Sua contratação causou enorme surpresa à época por Clough ser um ferrenho crítico do clube e seu treinador Don Revie, que estava assumindo a Inglaterra. Sua passagem durou apenas 44 dias, quando fora demitido. Um filme britânico de 2009, The Damned United, fora baseado em sua fatídica passagem. Após sua saída do Leeds, fora contratado pelo Nottingham Forest. Embora com pouco sucesso inicialmente, conseguira reatar sua parceria com Taylor, e juntos levaram o clube a um estrondoso sucesso, indo da segunda divisão ao título inglês em anos sucessivos, com uma sequência de 42 jogos de invencibilidade, e ao surpreendente bicampeonato europeu em 1979 e 1980.
Carismático, extrovertido, egocêntrico e frequentemente criando atrito e controvérsias com dirigentes, jogadores, treinadores –– incluindo seu parceiro Taylor –– e torcedores, Clough é considerado um dos maiores treinadores da história, bem como "o maior treinador que a Inglaterra nunca teve" por nunca ter treinado a seleção inglesa. Suas conquistas com os rivais Derby County e Nottingham Forest, dois pequenos clubes provinciais com pouca expressão até sua chegada, são considerados um dos feitos mais impressionantes da história do futebol. Casado durante toda sua vida com Barbara Clough, que conhecera ainda como jogador das categorias de base do Middlesbrough, teve três filhos com ela –– Nigel, o segundo filho do casal, seguiu os passos do pai, jogando por este no Forest e se tornando treinador do Derby ––. Clough fora um alcoólatra durante sua vida, problema que se agravou após sua aposentadoria, resultando em um transplante de fígado em 2003. Ele morreu de câncer no estômago no ano seguinte.

## Primeiros anos
Brian Clough nasceu em 21 de março de 1935, em uma casa na rua Valley Road, no distrito de Grove Hill, que pertencia a cidade de Middlesbrough. Grove Hill fora construído durante os anos 1920 como parte do programa 'Homes Fit For Heroes' –– programa que visava construir casas confortáveis para os soldados da Primeira Guerra Mundial ––, e é historicamente parte da North Riding of Yorkshire, umas das três regiões do condado de Yorkshire. Clough foi o sexto de nove filhos de Joseph e Sarah Clough. Sua irmã mais velha, Elizaberth, morreu com apenas quatro anos de vida, em 1927, por sepsia. Seu pai trabalhava em uma fábrica de doces e era um ávido torcedor do Middlesbrough. Apesar da influência de seu pai, seu esporte preferido na infância era o críquete, chegando a afirmar em sua autobiografia que na época preferia realizar um teste no campo de críquete Lord's do que marcar um hat-trick no estádio de Wembley. Clough também era um ávido jogador de tênis, e costumava alugar um barco para andar no lago próximo.

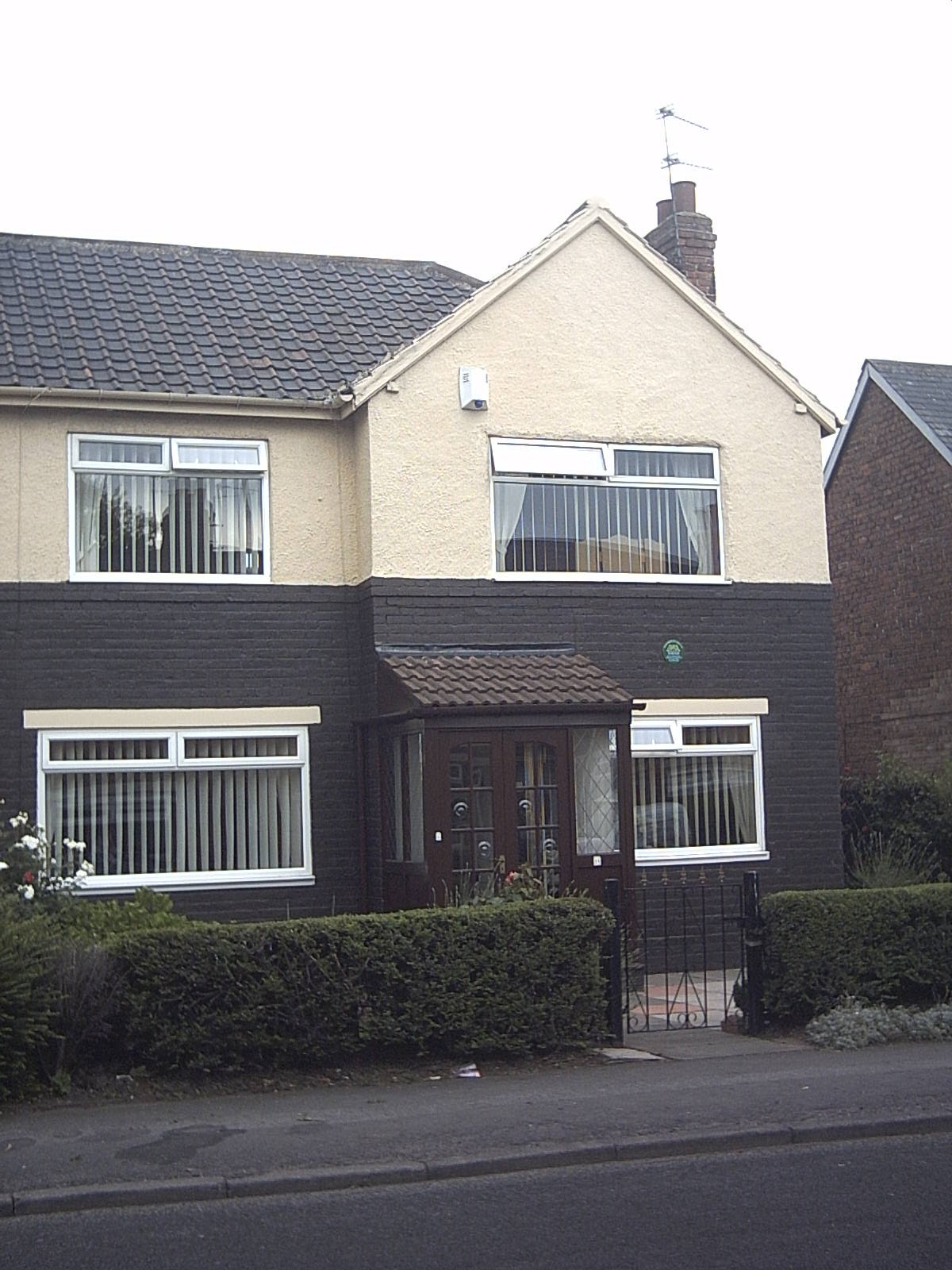
Casa onde Clough nasceu e morou até se casar com Barbara

Embora seu pai fosse da classe operária, em uma época ainda muito afetada pela Grande Depressão de 1929, bem como pela crise constitucional causada pela morte de Jorge V em 1936 e a abdicação de seu filho Eduardo VIII no final desse mesmo ano, e com a Segunda Guerra Mundial tendo seu início poucos anos depois, Brian teve uma infância confortável, comentando: "Alguns podem ter pensado que a casa número 11 da Valley Road era apenas mais uma casa; mas, para mim, era o paraíso. Eu absolutamente adorava aquela casa de tijolos vermelhos, com seu lindo portão de madeira e o jardim em volta onde papai cultivava seus ruibarbos e couves". Clough também costumava passar muito de seu tempo no parque público Albert Park, onde jogava futebol, críquete e tênis.
Ainda que tenha se tornado monitor durante seus anos de escola, Clough falhou no exame Eleven-plus –– teste aplicado à época para determinar o nível de conhecimento de alguns alunos ––, passando a frequentar a Marton Grove Secondary Modern School, uma escola com um menor nível de exigência. Em sua autobiografia, admitiu que negligenciava os estudos em favor dos esportes. Como resultado, abandonou a escola aos 15 anos, em 1950, sem obter qualquer diploma, e começou a trabalhar na empresa de produtos químicos Imperial Chemical Industries. Quando questionado sobre sua falta de diplomas, chegou a responder: "Se alguém quiser ver meus diplomas, eu pego minhas medalhas e as coloco na mesa. Aqui estão meus diplomas".

Eu era uma criança que veio de uma pequena parte do paraíso.

– Clough relembrando sua infância.
Clough assinou um contrato amador com o Middlesbrough em novembro de 1951, quando estava com 16 anos, ganhando um contrato profissional apenas seis meses depois, embora não tenha chegado a jogar pela equipe principal. A despeito disso, deixou o clube em 1953 para prestar o serviço militar obrigatório –– que era exigido desde a Lei do Serviço Nacional de 1948 (uma versão estendida do Ato de 1939) ––, sendo designado para a Força Aérea Real. Enquanto isso, passou a jogar pelo clube de futebol Billingham Synthonia, ficando até terminar o serviço militar em 1955.
Enquanto jogava pelas categorias de base do Boro, apelido pelo qual o Middlesbrough é conhecido, costumava ir com alguns de seus companheiros após os treinos na cafeteria Rea's Cafe, que ficava na esquina da rua Ayresome –– a rua do antigo estádio do Boro, o Ayresome Park ––. Foi durante uma dessas idas que conheceu sua futura esposa, Barbara Glasgow. Barbara morava próximo ao Albert Park. Após anos de namoro, os dois se casaram em 4 de abril de 1959, na St Barnabus Church, em Middlesbrough. Embora fosse o dia de seu casamento, os discursos tiveram que ser curtos, porque Clough precisava estar antes das 14h no estádio do clube para jogar contra o Orient. Clough descreveu seu casamento como "o dia mais importante da minha vida".

## Carreira como futebolista

### Middlesbrough
Tendo nascido e crescido na cidade de Middlesbrough, Clough iniciou sua carreira no clube homônimo da cidade, primeiramente atuando nas categorias de base, e depois chegando à equipe principal, após duas temporadas na base do Billingham Synthonia. Embora tenha ganhado um contrato profissional durante sua primeira passagem pelo Boro, seu retorno ao clube, no entanto, quase não ocorreu, contando com a interferência de um jogador que também estava participando do jogo-treino para ingressar no clube, Peter Taylor, frente ao treinador Bob Dennison para que Clough não fosse dispensado. Taylor, ao contrário de Dennison, reparou no potencial do jovem atacante, e sugeriu a este que o contratasse, sugestão acatada por Dennison. Clough e Taylor formaram uma sólida amizade a partir de então.
Apesar do ingresso, Clough teve oportunidades limitadas em seu primeiro ano, fazendo sua estreia apenas por conta de lesões. A estreia ocorrera em 17 de setembro de 1955, contra o Barnsley. O primeiro gol não tardou a ocorrer, vindo em 8 de outubro, contra o Leicester City no Ayresome Park. Dennison tinha preferência por jogadores mais experientes e vistosos, como Charlie Wayman e Lindy Delapenha, que acabou resultando em apenas mais oito jogos e dois gols de Clough. Esta falta de oportunidades resultaria no pedido de Clough para uma transferência para outro clube, negada pela direção –– à época, os clubes eram donos do passe dos jogadores, a ponto destes não poderem se transferir para outro clube sem autorização mesmo após o término de seus contratos ––. Pedidos de transferência se tornariam algo constante para Clough durante sua estadia.

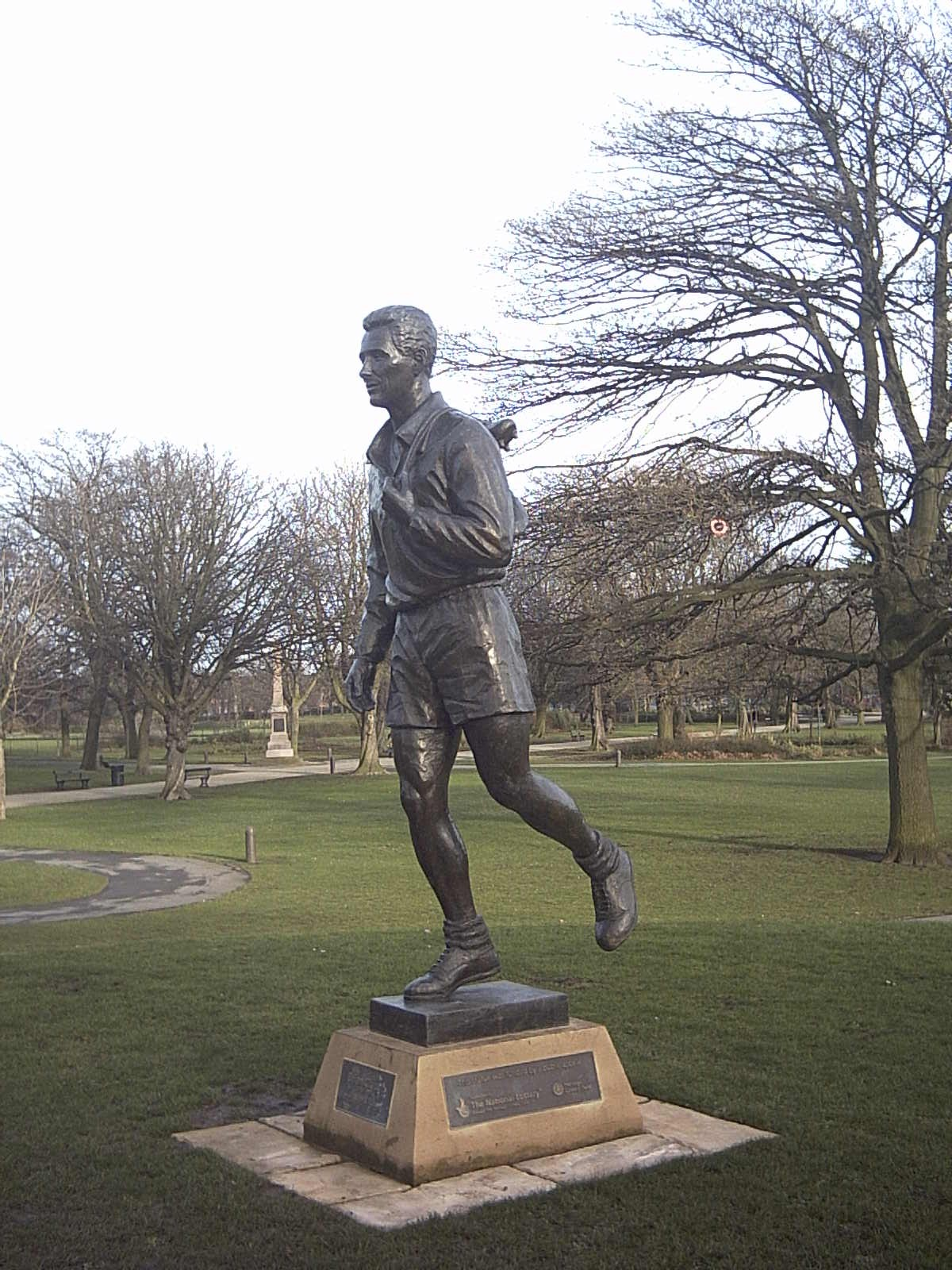
Estátua de Brian Clough em Middlesbrough

Clough, no entanto, assumiu a condição de titular a partir do ano seguinte, disputando 44 jogos e marcando impressionantes 40 gols, o primeiro jogador do clube a superar a barreira dos quarenta gols desde George Camsell, na temporada 1926/27. Clough obteria números semelhantes nas temporadas seguintes, jogando 42 vezes e marcando 42 gols na temporada 1957/58; 43 jogos e 43 gols em 1958/59, ano em que foi o maior artilheiro do futebol inglês dentre todas as divisões, e consequentemente da segunda divisão; 40 gols em 42 jogos em 1959/60, ano que também terminou como artilheiro da divisão; e 36 gols em 42 jogos em 1960/61, a qual acabaria sendo sua última temporada na equipe. Em 1958 Clough marcou cinco gols contra o Brighton & Hove Albion. Esta fora uma das três vezes que ele chegara a marcar cinco vezes numa mesma partida; Clough também chegara a marcar quatro vezes no mesmo jogo em outras cinco oportunidades, e impressionantes 18 hat-tricks durante sua curta carreira.
Apesar do sucesso individualmente, o clube constantemente obtinha resultados pouco satisfatórios, obtendo como melhor resultado no campeonato um quinto lugar, nas temporadas 1959/60 e 1960/61. A falta de sucesso levaria Clough a requisitar diversas vezes uma transferência e a ter constantes atritos com seus colegas de clube. Após uma partida contra o Charlton Athletic em que o jogo terminou em 6 x 6, Clough questionou seus companheiros quantos gols mais ele precisaria marcar para vencer um jogo. Ele também chegou a acusá-los de apostar contra o clube e deliberadamente deixar os gols entrarem.
Bob Dennison, embora fosse uma das minhas pessoas favoritas, era muito pouco ambicioso para Brian [Clough], e sua equipe tinha a mesma característica. Harold Shepherdson, auxiliando a Inglaterra, e outros treinadores como Micky Fenton e Jimmy Gordon, eram boas pessoas treinando um clube agradável que tratava decentemente seus jogadores sem chegar a nenhum lugar. — Taylor relembrando sua passagem como jogador pelo Middlesbrough ao lado de Clough.

### Sunderland
Em 1961, quando estava com 26 anos, obteve autorização para assinar com outro clube, o historicamente rival Sunderland, que pagou uma quantia entre 45 e 57 mil libras pela transferência, e também estava disputando a segunda divisão. À época, a transferência resultou em uma forte crítica dos torcedores e público à direção do clube por permitir a ida de um jogador com tão elevada média de gols para um clube rival –– de fato, embora tenha se aposentado há mais de 50 anos, Clough ainda detém a terceira maior média de gols por jogo do futebol inglês, com um aproveitamento de 92%.

"Quando vi seu joelho, soube que sua carreira tinha acabado, mas disse: 'não tirem a chuteira dele porque ele tem de voltar ao jogo'"

– Sua treinador, Alan Brown, disse procurando acalmá-lo no momento que se lesionou.
Sua estreia ocorreu contra o Walsall em agosto de 1961, onde marcou um gol. No decorrer da época, Clough manteve sua elevada média de gols no Sunderland, marcando em sua primeira temporada 34 vezes nas 43 partidas que disputou. Este número seria batido apenas na temporada 1997/98 quando Kevin Phillips marcou 35 gols em 48 jogos. O clube ficou próximo de conseguir o acesso para a primeira divisão, ficando apenas um ponto atrás do vice-campeão Orient. O ano seguinte terminou com 28 gols em 28 jogos, e novamente a terceira posição no campeonato, ficando empatado com o Chelsea, mas perdendo a vaga nos critérios de desempate. A temporada, no entanto, havia terminado para Clough ainda em dezembro, no Boxing Day. Em uma partida contra o Bury, Clough chocou-se contra o goleiro adversário, Chris Harker, rompendo todos os ligamentos do joelho. "Quando vi seu joelho, soube que sua carreira tinha acabado, mas disse: 'não tirem a chuteira dele porque ele tem de voltar ao jogo'", disse na ocasião seu técnico, Alan Brown, procurando acalmá-lo.

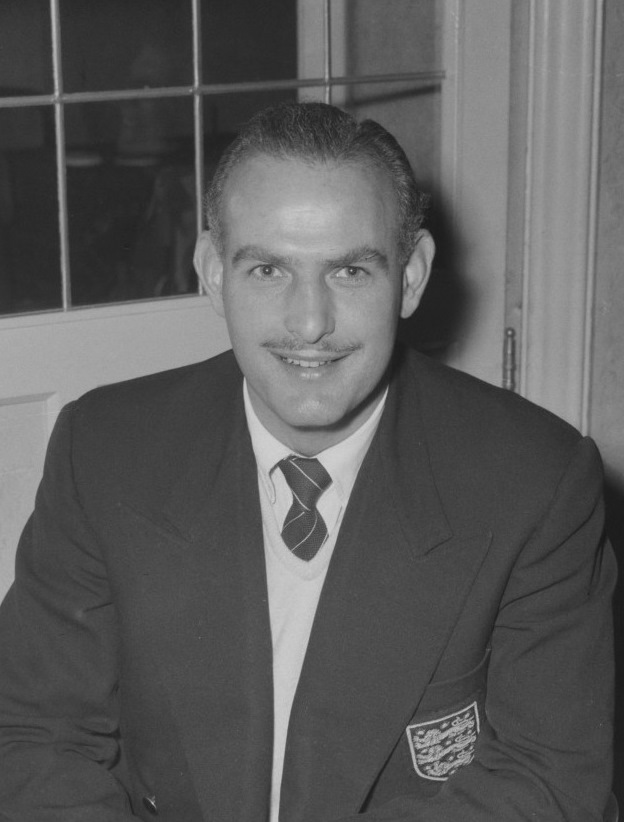
George Hardwick em 1956. Fora Hardwick quem dera a Clough seu primeiro trabalho como treinador

As suas chances de retorno ao futebol com a medicina esportiva da época eram mínimas, mas Clough persistiu na tentativa e passou os meses seguintes tentando se recuperar e retornar aos campos. Ficou de fora de toda a temporada seguinte, 1963/64, em que, ironicamente, o clube obteve o acesso à primeira divisão. Clough conseguiu retornar em 1964/65, agora disputando a divisão de elite inglesa, mas para disputar apenas três partidas e marcar um gol –– contra o Leeds United de Norman Hunter, Johnny Giles e Billy Bremner no Roker Park em 5 de setembro de 1964 ––, quando acabou por desistir da carreira de jogador e anunciando sua aposentadoria em novembro de 1964, aos 29 anos, após sentir que não conseguiria manter seu nível de outrora. O Sunderland chegou a realizar um jogo festivo para sua despedida no Roker Park, com um combinado de jogadores do rival Newcastle United e da Inglaterra, com estes vencendo o Sunderland por 6 x 2. Clough marcou um gol de pênalti. 31 mil pessoas assistiram ao jogo.
George Hardwick, que fora jogador do Middlesbrough nos anos 1930 e 1940, e que assumira como treinador do Sunderland em 1964, treinando brevemente Clough antes de sua aposentadoria em novembro, o descreveu: "Brian não era um grande jogador –– certamente não tanto quanto ele achava que era ––. Mas ele era um grande artilheiro. Ninguém poderia tirar isso dele." Sua passagem o marcou como um jogador 'egoísta', visando somente o gol, característica que tinha desde o Middlesbrough, e seus números como jogador corroboram com isso, tendo ele marcado pelo Sunderland 63 gols em 74 jogos, a maior quantidade de gols desde a Segunda Guerra Mundial, e sete dos seus 18 hat-tricks sendo no clube.
Embora sua passagem pelo Sunderland seja lembrada por sua lesão, Clough adquiriu muitas características e atitudes durante esse período, quando era treinado por Alan Brown. Brown era conhecido pelo elevado nível de disciplina do elenco, inspirando medo e impondo um estrito código de conduta, a ponto de multar os jogadores por qualquer transgressão das regras. O próprio Clough chegou a ser censurado por Brown por conversar com um amigo durante um treino. É notório o primeiro encontro dos dois, quando Brown disse a Clough: "Você pode ter ouvido que eu sou um cretino. Bem, eles estão certos." A relação entre eles se manteria por anos, com Clough enviando flores e dinheiro a Brown.

### Inglaterra
Embora tenha sido um prolífico artilheiro durante sua carreira, Clough disputou apenas seis partidas pelas seleções inglesas, sendo somente duas pela equipe principal. Sua estreia ocorreu pela equipe B da Inglaterra, em 6 de fevereiro de 1957; Clough marcou um dos gols na vitória por 4 x 1 sobre a Escócia. Esta acabaria sendo sua única vitória pela Inglaterra. Sua atuação lhe rendeu uma convocação para a equipe sub-23, estreando no dia 26 contra os mesmos rivais escoceses. Ao contrário do último jogo, a Inglaterra empatou em 1 x 1 e Clough não marcou. Clough jogou mais uma vez naquele ano pela equipe sub-23, na derrota por 2 x 1 para a Bulgária, em 19 de maio, com o tento inglês sendo seu.[carece de fontes?] Ainda em 1957, no mês de outubro, fora um dos jogadores convidados para representar o FA’s Select XI, um selecionado de jogadores da Football Association para um amistoso contra o British Army XI, o equivalente do time do Exército Britânico. Clough, que prestara seu serviço militar pela RAF, marcou cinco gols nesse jogo.
1958 viu Clough disputar sua terceira partida pela equipe sub-23, em 23 de abril, em uma nova derrota por 2 x 1, esta para o País de Gales, com Clough novamente marcando o gol inglês.[carece de fontes?] Em 8 de outubro jogou uma partida pela Football League XI, um selecionado dos melhores jogadores do campeonato, contra o equivalente escocês, marcando o gol do empate em 1 x 1. Seu estreia pela equipe principal ocorreu nesse mesmo mês, no dia 28 de outubro, em uma derrota por 3 x 2 para a Suécia. Clough pouca influência teve no jogo. Em setembro de 1959, Clough marcou todos os cinco gols da vitória sobre o Irish League XI, quando jogou novamente pela Football League XI. Seu segundo jogo pela equipe principal da Inglaterra ocorreu no mês seguinte, em 17 de outubro. O jogo foi contra o País de Gales, e terminou em 1 x 1, sem Clough marcar de novo. O jogo foi pelo Campeonato Interbritânico disputado entre os anos de 1959 e 1960, resultando em seu único título na carreira como jogador.
Eu joguei com alguns grandes jogadores, e eu acho que Cloughie era um grande finalizador. Ele era um rapaz forte, e tanto seu tempo quanto seu posicionamento de jogo eram excelentes. Ele atuava mais atrás, como Roger Hunt –– em termos modernos, ele era muito parecido com Mark Hughes ––. A única coisa, certa ou errada, era que ele insistia em jogar no meio, porque, ele pensou, era onde ele marcava, então porque ele deveria ficar correndo pelo campo. Quando ele jogou pela Inglaterra, ele quis que os jogadores jogassem como se jogava no Boro. Mas quando você tem pessoas como Bobby Charlton e Jimmy Greaves, você não pode dizer para esses caras como você quer jogar. — Alan Peacock, antigo colega de Clough no Middlesbrough, justificando o seu fracasso na seleção inglesa.

## Carreira como treinador

### Início e Hartlepools United
Após abandonar a carreira como jogador, Clough recebeu um convite do então treinador do Sunderland, George Hardwick, para treinar a terceira equipe do clube. Sua passagem acabou sendo curta, com Brian recebendo uma oferta do Hartlepools United em outubro de 1965 após indicação de Len Shackleton, antigo jogador do Sunderland. No entanto, tendo apenas 30 anos, sendo naquele momento o treinador mais jovem no futebol inglês, pediu a Taylor, que era jogador-treinador do Burton Albion desde 1962, para assinar como seu assistente no Hartlepools, dizendo: "Eu recebi uma oferta para treinar o Hartlepools, mas não me agrada. Se você assinar comigo, eu vou considerá-la".

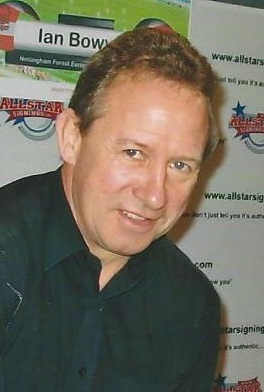
John McGovern em 2007. McGovern jogou por Clough no Hartlepools, Derby, Leeds e Forest, onde fora o capitão nas duas conquistas europeias

O Hartlepools vivia situação financeira calamitosa, tendo terminado na parte de baixo da tabela da quarta divisão quatro vezes nos últimos cinco anos, e com jogadores acusados de suborno e que constantemente precisavam ser buscados nos pubs antes dos jogos em casa. Clough, em dado momento, chegou a visitar pubs locais arrecadando dinheiro para manter o clube vivo financeiramente, chegando ao ponto de aplicar para tirar licença de motorista de ônibus pensando em dirigir o veículo da equipe e a realizar trabalhos de zelador no estádio do clube. Quando foi contratado, Clough disse que: "O Hartlepools não ficará na parte de baixo da tabela da quarta divisão por muito tempo".
A dupla teve sucesso nas duas temporadas treinando o clube, embora tivessem constantemente interferência do presidente Ernest Ord. O primeiro ano viu o time terminar em uma 18ª posição na tabela, após assumirem com a temporada já em andamento. Em dado momento, Clough levou a equipe a uma fábrica local, falando a eles: "Vocês, jovens, deveriam se orgulhar em ter um trabalho que gostem e jogar pelo Hartlepools. Vocês poderiam estar trabalhando nesta fábrica. Essas pessoas pagam seus salários, não esqueçam disso." O segundo ano, com Clough aplicando novos métodos de treinamento e sistema de olheiros, e com uma renovação de elenco realizada pela dupla –– com destaque para Les Green, jogador que ainda viria a jogar sob o comando de Clough no Derby e John McGovern, que jogaria sob o comando de Clough no Derby, Leeds e Forest ––, viu uma forte evolução no campeonato, resultando em um 8° lugar.[carece de fontes?] Ernie Phythian, que chegara ao clube em 1965, fora o artilheiro do certame, com 23 gols. Durante essa temporada, o presidente Ord chegou a demitir a dupla em 15 de novembro de 1966. Porém, após a demissão deles, ouve um golpe no conselho que resultou na demissão de Ord como presidente e o retorno de Clough e Taylor.
Embora não tenham obtido uma promoção, receberam uma proposta do presidente do Derby County, Sam Longson, para se tornarem os novos treinadores do clube a partir da temporada 1967/68. Até aquele momento, a maior conquista do Derby havia sido o título da Copa da Inglaterra em 1946, e estava na segunda divisão há mais de uma década. O Hartlepools, agora treinado por Angus McLean e mantendo o trabalho iniciado por Clough e Taylor, obteve a classificação para a terceira divisão durante essa temporada, após um terceiro lugar no campeonato.[carece de fontes?] De fato, a passagem de Clough e Taylor teve enorme influência sobre o clube, a ponto destes removerem o 's' do nome Hartlepools em 1967 quando as regiões de Old Hartlepool e  West Hartlepool foram unidas visando uma maior angariação de torcedores.

### Derby County
Clough fora relutante inicialmente em aceitar a proposta do Derby, mesmo que tenha pensado diversas vezes em deixar o Hartlepools, sendo sempre convencido do contrário, e recebido propostas de Aston Villa e West Bromwich Albion. Embora eles tenham contratado alguns dos jogadores que fariam história no clube quando chegaram, como Roy McFarland, John O'Hare e Alan Hinton, flertaram com o rebaixamento no primeiro ano, ficando em 18°[carece de fontes?] –– Clough chegara a prometer à torcida do Derby quando fora contratado que terminaria em uma posição mais elevada na tabela. O Derby foi 17° no ano anterior ––. A temporada terminou resultando em uma "faxina" na equipe, chegando ao ponto de demitirem duas tea ladies por elas terem rido após uma derrota feia. O secretário, o jardineiro e o olheiro chefe também foram demitidos. Foi a partir deste momento que Clough passou a adotar o estilo que caracterizou sua carreira: de duro e exigente mas justo. Dos jogadores que estavam no clube quando ele chegou, 11 foram dispensados e apenas quatro continuaram: Kevin Hector, Alan Durban, Ron Webster e Colin Boulton. Para 1968/69, também trouxeram John McGovern, Les Green, Dave Mackay e Willie Carlin. McGovern e Green eram oriundos do Hartlepools, com ambos tendo sido promovidos enquanto Clough estava treinando o clube. Embora o time tenha demorado a apresentar resultado neste ano, a temporada terminou rendendo o título do campeonato. A promoção veio graças a uma série de 22 jogos sem derrotas –– ainda hoje um recorde no clube ––, com o time subindo dezessete posições na tabela.

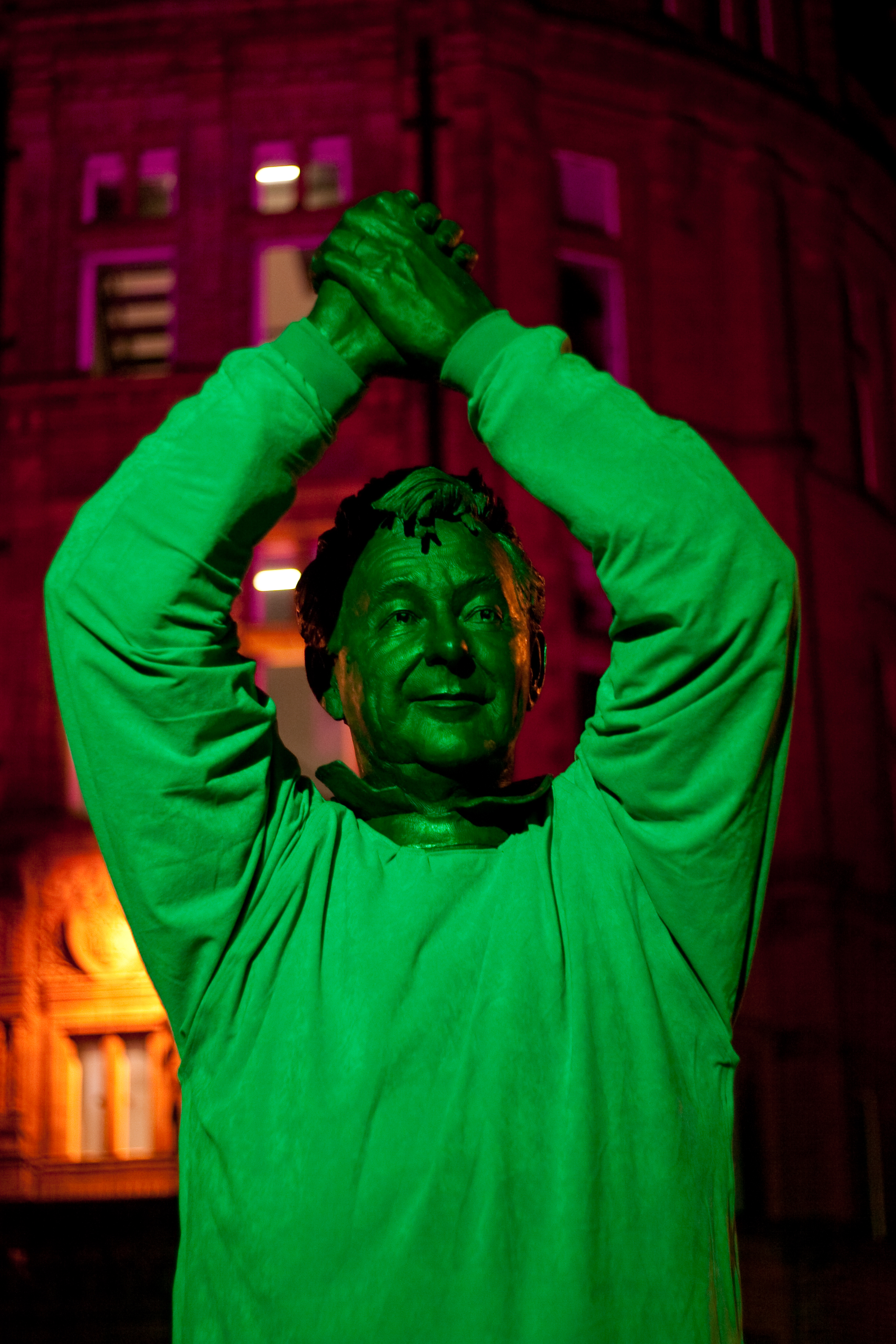
Estátua de Clough em Nottingham

Com a promoção, Clough e Taylor contrataram para sua comissão técnica Jimmy Gordon para ficar responsável por executar os treinos e atividades físicas dos jogadores enquanto os dois cuidavam da parte psicológica e tática e funcionar como uma conexão entre eles. Gordon fora jogador do Middlesbrough até 1954 e fazia parte da comissão técnica do clube enquanto os dois jogavam na equipe, e era conhecido por seus métodos de treino antigos e sua rigidez na aplicação destes –– de fato, a única discussão entre Clough e Gordon ocorreu por conta do excesso de tempo que as seções de treinos de Gordon duravam, o que Clough não concordava ––. A dupla havia tentado assinar com Gordon ainda em 1964, quando assumiram o Hartlepools, com ele declinando a oferta por não querer trocar um clube de primeira divisão, o Blackburn Rovers, onde estava trabalhando na comissão, por um de quarta divisão. Mesmo com a promoção, Clough precisou empreender uma técnica que utilizava para contratar jogadores: este foi até a casa de Gordon e se recusou a deixá-la até que ele aceitasse sua oferta, o que ocorreu cinco horas depois. Sobre o episódio, Gordon, que constantemente tinha atritos com Clough no Middlesbrough, recordaria: "Foi contra todos os meus princípios aceitar trabalhar com eles. Eu não gostava dele [Clough], e tampouco era um fã de Peter Taylor."
Participando da elite inglesa durante a temporada 1969/70, ficaram em 4° lugar no primeiro ano,[carece de fontes?] a melhor colocação do Derby em quase 20 anos, após vencer oito e empatar quatro dos últimos 12 jogos no certame e se classificar para a primeira competição europeia do clube. Apesar disso, por conta de irregularidades financeiras, o Derby foi impedido de participar da Taça das Cidades com Feiras no  próximo ano e recebeu uma multa de 10 mil libras. 1970 rendeu o título da Copa Watney –– uma competição disputada antes do início da temporada pelas duas equipes de cada uma das quatro divisões inglesas que mais marcaram gols e não se classificaram para competições europeias ––. A final ocorreu contra o Manchester United, que ainda contava com nomes como George Best e Bobby Charlton, e saiu derrotado por 4 x 1. Embora tenha iniciado a temporada 1970/71 com um título, o Derby teve um ano instável, terminando o campeonato apenas na 9ª colocação.[carece de fontes?] Durante esse ano, em fevereiro de 1971, Clough contratou Colin Todd por um valor de 175 mil libras, caracterizando um recorde britânico à época.
A época 1971/72, no entanto, rendeu algo impensável até então: o primeiro título de primeira divisão nos 88 anos de história do Derby, após contratações de Taylor que se mostraram fundamentais, como McFarland, O'Hare, McGovern e Hinton. Seus jogadores atribuíram o sucesso por Clough estar sempre no campo de treinamento ao invés de passar a maior parte do tempo no escritório e delegando suas funções aos assistentes, algo muito comum até então. O ano também rendeu uma dobradinha com o título da Texaco Cup –– uma competição disputada entre clubes da Inglaterra, Escócia, Irlanda do Norte e Irlanda que não se classificaram para competições europeias –– após uma vitória no placar agregado por 2 x 1 sobre os escoceses do Airdrieonians.
1971/72 começou com com uma série de doze partidas invictas, iniciando com um empate em 2 x 2 contra o Manchester United em 14 de agosto de 1971 e sendo encerrada contra o próprio United, após derrota por 1 x 0 em 16 de outubro do mesmo ano, e terminou com o título inglês com apenas um ponto de vantagem (quando a vitória valia apenas 2 pontos) sobre o Leeds United de Don Revie, o Liverpool de Bill Shankly e Kevin Keegan, e o Manchester City de Joe Mercer, todos treinados pelo treinador mais vitorioso de sua história até então, que terminaram empatados com 57 pontos cada. Com uma disputa acirrada pelo título, o Derby venceu uma e perdeu uma contra cada um dos concorrentes. A equipe também contou com a sorte, pois Liverpool e Leeds United jogaram a última partida de cada no torneio no dia seguinte ao Derby. O primeiro empatou com o Arsenal e o segundo perdeu do Wolverhampton Wanderers.

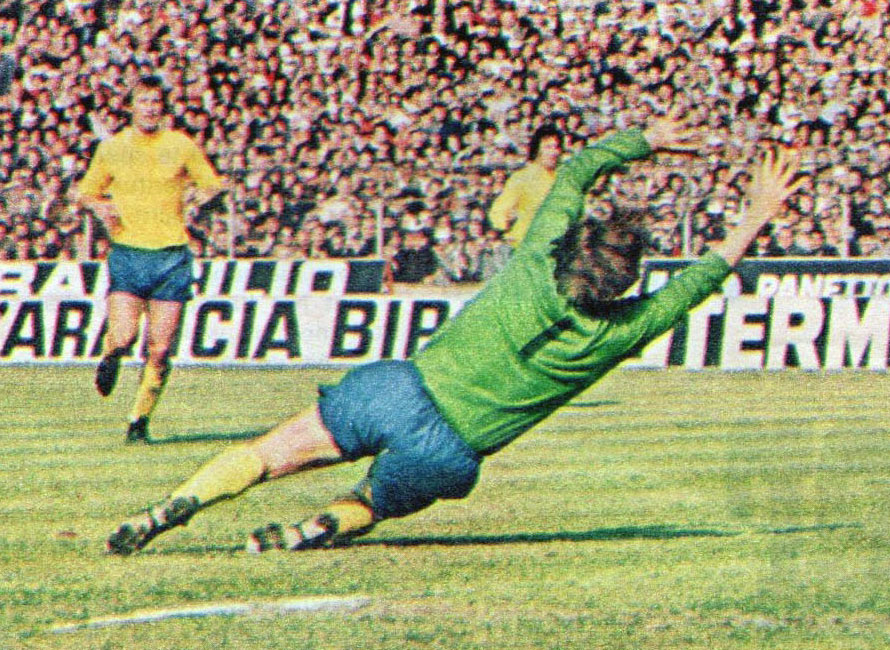
O goleiro Colin Boulton na partida de ida contra a Juventus pela Copa dos Campeões, em 1973

Quando o Derby foi anunciado como o campeão daquela temporada, Clough já tinha saído de férias, indo com sua família e pais para as Ilhas Scilly. Taylor havia levado os jogadores também de férias para Malhorca, já que nenhum deles pensava que o Leeds não fosse vencer seu jogo. O título credenciou o Derby para a disputa da Copa dos Campeões Europeus de 1972/73. A conquista também se tornou marcante pelo time contar com um elenco cheio de jogadores relativamente desconhecidos ou tidos como irrelaventes em seus clubes, com alguma exceção ao meia da seleção escocesa Archie Gemmill. Apesar da conquista, Clough e Taylor chegaram a se demitir do clube em abril, quatro semanas antes do título, com a intenção de assinar com o Coventry City, mas mudando de ideia algumas horas depois, após conseguirem mais dinheiro do presidente do Derby, Sam Longson.
O ano seguinte viu um Derby mais instável, sendo novamente eliminado nas competições nacionais e terminando num decepcionante 7° lugar no campeonato.[carece de fontes?] Classificados para a Copa dos Campeões Europeus como campeões nacionais da temporada passada, iniciaram sua trajetória na competição contra o iugoslavo Željezničar, na fase de 32-avos de final. Com uma vitória em casa por 2 x 0 e outra fora por 2 x 1, avançou de fase. Nas oitavas, pegou os portugueses do Benfica, vencendo em casa por 3 x 0 e segurando um empate em 0 x 0 em Lisboa. Nas quartas sofreu sua primeira derrota na competição, perdendo o primeiro jogo por 1 x 0 contra o Spartak Trnava, em Trnava, mas obtendo a classificação com uma vitória por 2 x 0 em casa. Nas semifinais, pegou a Juventus de Dino Zoff, Franco Causio, José Altafini, Fabio Capello e Roberto Bettega. Jogando a primeira partida fora de casa novamente, acabou sofrendo uma derrota por 3 x 1; no jogo de volta, não conseguiu sair do 0 x 0, sendo eliminado. A Juve eventualmente terminaria com o vice-campeonato, após derrota para o Ajax na final.[carece de fontes?] Irrado com a eliminação, Clough chegou a falar para os repórteres italianos: "Com trapaceiros bastardos eu não converso. Eu não vou conversar com nenhum trapaceiro bastardo", chegando ao ponto de questionar a coragem italiana na Segunda Guerra Mundial. Essas declarações foram duramente criticadas pelos jornais The Times e The Guardian, com estes exigindo que Clough se desculpasse.

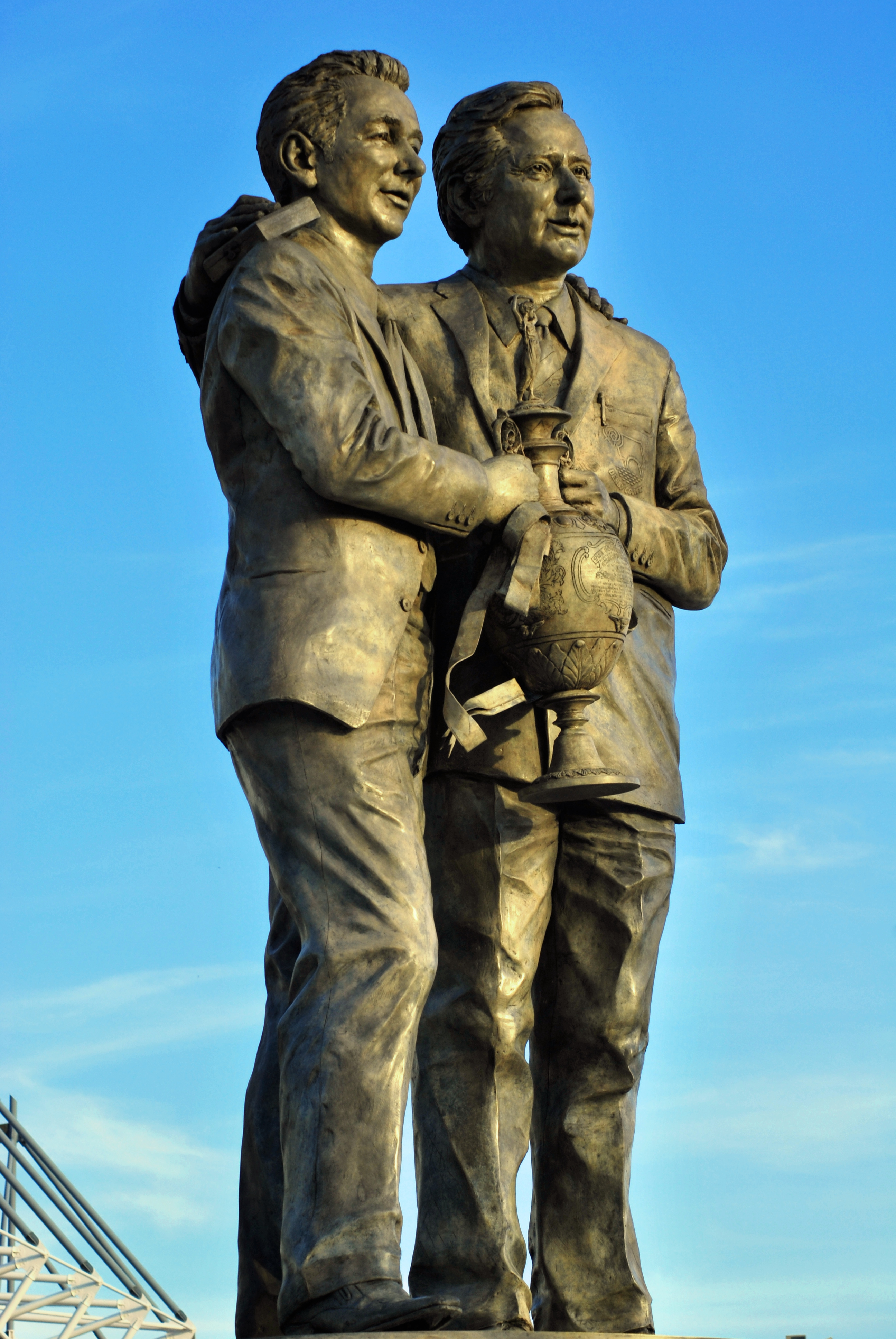
Estátua de Clough e Taylor no Pride Park, em Derby

A temporada seguinte se mostrou um desastre, com uma sucessão de problemas causados por Clough. No início de agosto de 1972, ele se recusou a participar de um tour do clube pelos Países Baixos e pela Alemanha Ocidental a menos que pudesse levar sua família junto. Sam Longson recusou o pedido de Clough, dizendo que era uma viagem a trabalho e não férias; como resultado, Clough colocou Taylor no comando da equipe e se recusou a ir. O clube também acabou não participando da Supercopa da Inglaterra neste ano. No dia 24 de agosto, Clough e Taylor contratam David Nish por um recorde britânico de 225 mil libras sem o conhecimento da diretoria do Derby. Após o episódio, Jack Kirkland, um dos diretores do clube, alertou aos dois que eles não aceitariam mais uma contratação como a de Nish. No primeiro jogo da temporada, em 3 de setembro, em uma vitória por 2 x 1 sobre o Liverpool, Clough critiou os torcedores do Derby: "Eles começaram a cantar apenas próximo do fim, quando estávamos vencendo. Eu quero ouvi-los quando estamos perdendo. Eles são uma desgraça." Nas mesma entrevista, Clough também criticou a diretoria do clube por sua política de investimentos. Longson chegou a se desculpar com a torcida do Derby publicamente pelo episódio. Ainda em setembro, Clough viajou a Londres com uma oferta de 400 mil libras por Bobby Moore e Trevor Brooking. Longson descobriu o episódio apenas quatro meses depois durante uma conversa com o secretário do West Ham United.
Em 11 de outubro de 1973, Sam Longson, que também detestava a exposição que Brian criava na mídia, pediu a demissão de Clough e Taylor ao conselho de diretores do Derby, mas não conseguiu o suporte necessário. Dois dias depois, seguindo uma vitória por 1 x 0 sobre o Manchester United no Old Trafford, Jack Kirkland demandou saber qual era a função de Taylor dentro do clube. Ele instruiu Taylor a encontrá-lo dois dias depois para explicá-la. No mesmo dia, Longson acusou Clough de fazer o sinal de V para Matt Busby, exigindo um pedido de desculpas; Clough se recusou, dizendo que nunca fez o sinal. Por fim, os dois se demitiram em 15 de outubro de 1973. O plantel do Derby reagiu escrevendo uma declaração dirigida ao conselho solicitando o retorno de Clough e Taylor, enquanto os torcedores organizaram a campanha  'Bring Back Clough' . Os jornais à época chegaram a escrever que a saída dos dois foi a notícia mais chocante desde a falência da Rolls-Royce, com os jogadores do clube chegando a sugerir uma greve, mas desistindo após pedido de Gordon, que havia ficado no clube, dizendo que isso afetaria a carreira dos jogadores mais jovens. Apesar do clube ter conquistado mais um título inglês, em 1975 (sob o comando de Dave Mackay, ex-comandado da dupla), este nunca mais obteve o sucesso do período de Taylor e Clough, com alguns dizendo que seria o Derby o grande clube inglês dos anos 1970 caso a dupla tivesse permanecido.
Se nós tivéssemos permanecido, o Derby County teria vencido a Copa dos Campões muito antes do Nottingham Forest, e ainda estaria entre os principais clubes da Inglaterra. Eles estão na segunda divisão hoje por causa da interferência de diretores que imaginavam que podiam comandar o show. — Taylor comentando sobre a saída da dupla do Derby, em 1980.

### Brighton & Hove Albion e Leeds United
Poucas semanas após a saída do Derby, Clough e Taylor foram abordados pelo proprietário do Brighton & Hove Albion, Mike Bamber, para assumirem o comando do clube, então na terceira divisão. A contratação, oficializada em 1 de novembro, foi vista à época mais como um ato publicitário do Brighton do que puramente futebolístico. Embora tenha chegado a realizar contratações, como o goleiro Peter Grummitt, Clough não demonstrou real interesse pelo clube, falhando em obter sucesso no almejado acesso de divisão, e terminando a temporada em uma decepcionante 19ª colocação, apenas o segundo clube fora da zona de rebaixamento. Ao todo, o time venceu apenas 12 dos 34 jogos dirigidos por Clough, sofrendo derrotas humilhantes nesse período, como um 8 x 2 em casa para o Bristol Rovers, e um 4 x 0 na Copa da Inglaterra para o clube semiprofissional Walton & Hersham.

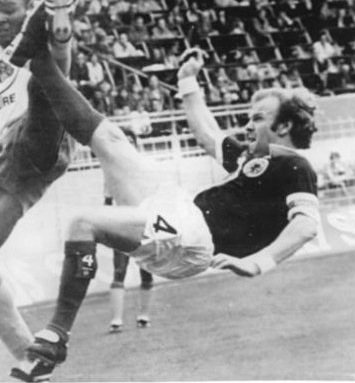
Billy Bremner, jogando pela Escócia, era o capitão do Leeds em 1974

Ao final daquela época, o seu desafeto Don Revie fora contratado como o novo treinador da Inglaterra, e Clough se ofereceu ao clube. Embora a diretoria do Leeds tenha primeiramente abordado 
Jock Stein, este recusou –– embora o próprio Stein tenha vivido um período de 44 dias no Leeds em 1978 ––, indicando Ian St John. St John havia impressionado na entrevista, mas acabou sendo preterido por Brian. Taylor, por outro lado, se recusou a deixar o Albion após o investimento de Mike Bamber na contratação deles e por estar estabelecido na cidade, não querendo embarcar em uma nova jornada, assumindo a função de treinador do Brighton. A separação dos dois resultou em meses sem contato entre eles.
Clough assumiu o comando do Leeds United em 30 de julho de 1974. A sua contratação causou enorme surpresa à época por ser um ferrenho crítico de Revie e do próprio Leeds, chegando a chamar publicamente o estilo de jogo praticado pelo time de 'sujo' e 'trapaceiro'. Clough também chegou a requisitar o rebaixamento do Leeds à segunda divisão como punição pela falta de fair play da equipe em um artigo de jornal. Brian viu a oportunidade como um meio de solidificar seu legado no futebol, ao implementar no Leeds sua própria filosofia de jogo, embora muitos tenham considerado como um meio desfazer o legado que Revie havia conquistado com os mesmos jogadores, mas com um estilo "admirável". O próprio Revia havia considerado Johnny Giles indicado para sucedê-lo como treinador –– de fato, Giles recebeu um convite da diretoria do clube antes de contratarem Clough, com ele aceitando inicialmente, mas em seguida desistindo após Billy Bremner ficar irrado por ter sido preterido na escolha.
Logo que chegou ao Leeds, Clough trouxe reforços oriundos do Derby, como os jogadores John McGovern e John O'Hare. E também disse ao goleiro Dave Harley que ele pretendia substituí-lo por Peter Shilton, e a Norman Hunter que também pretendia substituí-lo, este por Colin Todd, também oriundo do Derby. A Eddie Gray, que constantemente se lesionava, Clough chegou a dizer que se ele fosse um cavalo, já teria sido abatido. Em seu primeiro treino com a equipe, disse aos jogadores do Leeds que: "Vocês podem jogar todas as suas medalhas na lata do lixo, porque elas não foram ganhas justamente. Vocês trapacearam." Do Derby, Clough também trouxe como seu novo assistente Jimmy Gordon, que havia ficado no clube e estava trabalhando na comissão técnica de Dave Mackay. Sobre isso, Gordon recordaria: "Ir para lá era suicídio, mas eu tinha que ir; [Clough] poderia estar com problemas, e eu poderia ajudá-lo". Clough o descreveu em sua passagem pelo clube como "o único amigo que eu tive".

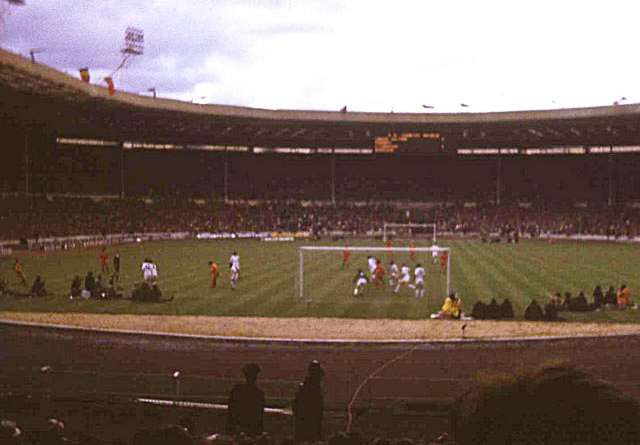
A Supercopa da Inglaterra de 1974, ocorrida entre o Leeds de Clough e o Liverpool

Sua estreia ocorreu em 10 de agosto, contra o Liverpool. O jogo era válido pela Supercopa da Inglaterra, e terminou com vitória do Liverpool nos pênaltis após empate em 1 x 1. A partida ficou marcada pela expulsão de Billy Bremner e Kevin Keegan, após Bremner desferir um soco no rosto de Keegan. Como resultado, Bremner terminou suspenso por seis semanas, embora tenha jogado o primeiro jogo no campeonato. Antes do jogo, Clough, sentindo que o time não era realmente 'seu', ligou para Revie pedindo se este não queria comandar a equipe no jogo contra o Liverpool, convite declinado por Revie. No campeonato, iniciou com uma derrota por 3 x 0 para o Stoke City, perdendo em seguida por 1 x 0 para o Queens Park Rangers. Sua única vitória ocorreu no jogo seguinte, contra o Birmingham City. Os jogos seguintes não mostraram evolução da equipe, com o Leeds perdendo mais uma e empatando três, com seu último jogo sendo o empate em 1 x 1 com o Luton Town. Com forte influência dos líderes do time Johnny Giles, Norman Hunter e Billy Bremner, a diretoria decidiu por demiti-lo em 12 de setembro, apenas 44 dias após sua chegada.
Quando Clough deixou o clube, este estava na 19° posição, tendo conquistado apenas quatro de doze pontos possíveis, o pior início do Leeds no campeonato desde seu último rebaixamento, 15 anos antes. Até os seis jogos sem vitórias de Darko Milanic em 2014, Clough tinha o pior aproveitamento da história do clube –– ele venceu apenas 12,5% dos jogos ––. Clough reconheceu mais tarde que "tentou em poucos minutos o que deveria ter levado meses, ou mesmo anos", e errou em assinar com o Leeds sem Peter Taylor. Em compensação, recebeu uma indenização de 98 mil libras por sua demissão, uma elevada quantia para a época. Embora o Leeds tenha tido um péssimo início de ano, terminou finalista da Copa dos Campeões Europeus.[carece de fontes?]
Na mesma noite de sua demissão, Clough foi convidado para aparecer no programa de televisão da Yorkshire Television Calendar. O programa também trouxe Don Revie para o estúdio, onde, em uma transmissão ao vivo, os dois passaram o programa discutindo com o apresentador Austin Mitchell sobre sua passagem pelo Leeds. Em dado momento da entrevista, Revie perguntou a Clough porque ele havia aceitado o empregado se ele era tão crítico deles; Clough respondeu que: "Porque era o melhor emprego no país. Eu estava assumindo os campeões nacionais. Eu queria participar da Copa dos Campeões Europeus e vencê-la. Eu queria fazer alguma coisa que você não tivesse feito." Ao fim da entrevista, Mitchell questionou Clough: "Você não está em uma posição difícil? Depois dos problemas no Derby, você deixou Brighton sob uma nuvem, e agora isto com o Leeds. Quem vai apostar em você?". Posteriormente, quando questionado sobre sua passagem pelo Leeds, Clough disse: "Não é verdade que a Máfia está na Sicília. Eles estão no Leeds, e o chefe é Johnny Giles." Sua fatídica passagem pelo clube resultaria em um livro chamado The Damned United e no filme inglês de 2009 com o mesmo nome, embora este tenha sido fortemente criticado por sua falta de exatidão e veracidade.
É um dia terrível... para o Leeds United.— Clough no dia que deixou o Leeds.

### Nottingham Forest
Embora seu sucesso no Derby o tenha feito ser odiado pela torcida do Nottingham Forest, sentimento amenizado após sua passagem pelo Brighton & Hove Albion e Leeds United, Clough fora contratado pelo Forest em 3 de janeiro de 1975. Assim como quando chegara ao Derby County, veio ao novo clube com ele na segunda divisão. Tendo assumido a equipe durante a metade da temporada, terminou aquela edição do campeonato na 16ª colocação, com 12 vitórias em 42 jogos. Na temporada seguinte, 1975/76, terminou apenas em uma posição intermediária na tabela, em 8°, com 17 vitórias nas 42 partidas do torneio.[carece de fontes?] Ao fim daquela temporada, conseguiu reatar sua amizade e parceria com Peter Taylor, com este deixando o Brighton & Hove para se juntar a Clough no Nottingham em julho de 1976. Até então, Clough tinha Jimmy Gordon como seu assistente –– que havia voltado a trabalhar com Clough após um breve tempo trabalhando na fábrica da Rolls-Royce após sua saída do Leeds ––. Clough chegou a descrever a importância de Gordon nos primeiros dias no clube como "a pessoa que eu mais precisava no Forest".

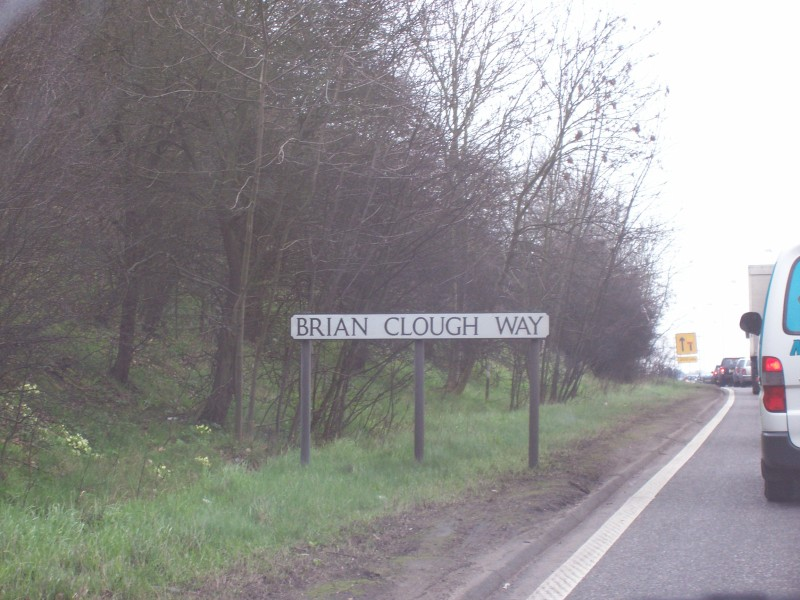
A estrada Brian Clough, que liga Derby à Nottingham

Com o retorno de Taylor à parceria, e seu olhar clínico para contratações, este justificou o fracasso de Brian até então no comando do clube pelo fato de contar com jogadores de terceira divisão no plantel estando na segunda. Com a recuperação de jogadores como John Robertson e Tony Woodcock, a contratação de nomes desconhecidos como Peter Withe, e a promoção para o elenco principal de Garry Birtles, o Forest seguiu o mesmo caminho do rival Derby, obtendo a promoção à primeira divisão inglesa, após terminar em terceiro, cinco pontos atrás do campeão Wolverhampton Wanderers e a três do Chelsea. Antes disso, o clube já havia conquistado o título da Copa Anglo-Escocesa, uma versão modernizada da Texaco Cup conquistada pela dupla ainda pelo Derby, após vencer na final o Orient por 4 x 0 em 15 de dezembro de 1976.
O acesso, no entanto, quase não ocorreu. Apesar de ter conquistado um título pouco mais de um mês antes, o  Forest emendou uma sequência de derrotas em fevereiro –– havia sido eliminado da Copa da Inglaterra no jogo de replay contra o Southampton[carece de fontes?] e perdido no campeonato para o Wolverhampton Wanderers no Molineux e para o Luton Town em casa. Perdia um quarto jogo, por 1 x 0, contra o Southampton, quando a partida foi abandonada no início do segundo tempo após uma forte névoa vinda do Rio Trent ––. Aliado a isto, o Derby, que estava sem treinador desde novembro de 1976, quando demitira Dave Mackay, ofereceu uma proposta a Clough para retornar ao clube. O panorama começou a mudar após o jogo abandonado contra o Southampton: na partida seguinte, disputada em 2 de março contra o Hereford United, venceu por 2 x 1, com Clough optando por permanecer no Forest após a vitória; no novo jogo contra o Southampton, que ocorreu vinte dias depois, o Forest venceu por 2 x 1. A partir de então, o clube emendou uma sequência de cinco vitórias. Embora tenha terminando em terceiro após sua última partida no campeonato, disputada em 7 de maio contra o Millwall, o Forest precisou esperar o Bolton Wanderers, que estava quatro pontos atrás, recuperar seus três jogos atrasados. Apesar de vencer o Cardiff City, o Bolton perdeu em seguida para o Wolverhampton Wanderers, garantindo o acesso do Forest pelos critérios do certame.[carece de fontes?] Clough, assim como os jogadores do Forest, já estava de férias na Espanha quando foi confirmado o acesso.
Os cronistas ingleses consideravam o Forest apto apenas a disputar a permanência na primeira divisão na temporada 1977/78, com alguns arriscando que ele poderia chegar a disputar alguma posição que classificasse para alguma competição europeia. Aliado a isto, o clube contratou para compor um elenco que não contava com jogadores de renome apenas o questionável Kenny Burns, que vinha jogando como atacante no Birmingham City, mas fora contratado para atuar na defesa. Burns, que possuía fama de boêmio, chegou a ser seguido por um tempo para verificarem a veracidade do boato; Taylor chegou a conclusão de que o boato era exagerado e o contratou. Quando o campeonato iniciou, o clube surpreendentemente venceu suas três primeiras partidas no retorno a elite inglesa, contra Everton, Bristol City e os rivais Derby County. Em seguida perdeu para o Arsenal. O jornal The Times escreveu após a derrota: “A chegada espetacular do Nottingham Forest na primeira divisão foi facilmente enganosa. Pode ser que eles tenham que se preparar para o respeitável conforto do meio de tabela”. Já o colunista Geoffrey Green foi taxativo: “Não têm time para ganhar o campeonato”. Após o jogo, o Forest contratou o goleiro Peter Shilton por uma quantia recorde no futebol inglês para um jogador da posição de 270 mil libras, com o meia Archie Gemmill vindo duas semanas depois.

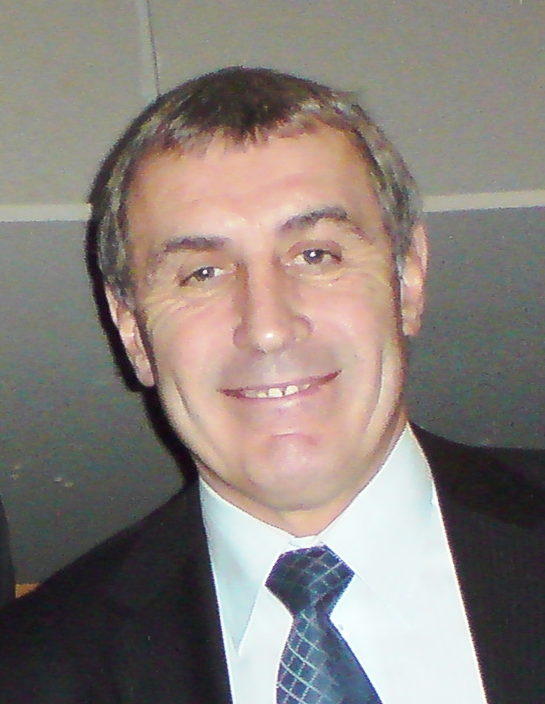
Shilton, que fora contratado com o campeonato já em andamento, foi considerado pelos jogadores o melhor jogador do campeonato que terminou no título inglês

Com as contratações, o Forest emendou uma sequência de nove jogos sem derrotas; perdeu para o Chelsea, venceu o Manchester United, e perdeu para o Leeds United. Esta acabou sendo a última derrota do time no campeonato, passando os 25 jogos seguintes sem perder, a despeito do desfalque de Larry Lloyd, zagueiro que compunha uma vigorosa dupla defensiva com Burns. Lloyd sofreu uma fratura no pé, levando o clube a contratar David Needham, do Queens Park Rangers, com a temporada em andamento. Apesar das sequências de vitórias, o Forest era tratado como um “líder interino” enquanto o Liverpool, que era considerado o principal favorito ao título, não assumisse a liderança. Danny Blanchflower, ex-jogador do Tottenham Hotspur, chegou a comentar: “O que eles estão fazendo é mágico. Mas por quanto tempo o milagre do Forest pode durar?”; com Julie Welch, do The Observer, sendo enfática na derrocada do time: “Com certeza, logo o Forest começará a vacilar”. Bob Wilson, ex-goleiro do Arsenal, chegou a questionar quando a "bolha" iria estourar. Em contraste, após uma vitória por 4 x 0 sobre o Manchester United no Old Trafford, Barry Davies, narrador da BBC, disse: “Foi a melhor atuação que tive o privilégio de ver nesta temporada”. O próprio Clough, contrastando sua personalidade, antes do jogo contra o Coventry City, que valeu o título do Forest com quatro rodadas de antecedência, chegara a dizer que “o campeonato certamente ainda não acabou e há um longo caminho”.
Apesar do estilo ofensivo de Clough, a defesa do Forest foi um dos pontos dos mais fortes, sofrendo apenas 24 gols nos 42 jogos. O surpreendente título foi obtido com uma vantagem de sete pontos –– em uma época que uma vitória valia 2 pontos –– sobre o vice-campeão Liverpool. Burns, contestado quando contratado, foi eleito o melhor jogador do campeonato pelos críticos, com Shilton sendo considerado o melhor pelos jogadores. O Forest foi apenas o quinto clube a vencer o título em seu primeiro ano de retorno à primeira divisão, e o único sem vencer a segunda divisão no ano anterior. Clough, inclusive, tornara-se apenas o segundo treinador campeão inglês por dois clubes diferente, e o primeiro a alcançar o feito em cerca de quarenta anos, após Herbert Chapman (vencedor com Huddersfield Town e Arsenal entre a década de 1920 e a de 1930). Contra o Liverpool, com o qual disputou o último jogo do campeonato, conquistou o também primeiro título na Copa da Liga Inglesa ao vencer no jogo replay por 1 x 0.[carece de fontes?] O ano apenas não terminou melhor ainda porque o Liverpool quebrou uma sequência de 42 jogos sem derrotas do Forest em dezembro, já na temporada 1978/79, com a sequência estabelecendo um novo recorde nacional de invencibilidade. Somando os amistosos, o time jogou naquela temporada 70 partidas, perdendo apenas quatro. Clough chegou a ser procurado pelo Derby para voltar ao time, mas recusou.
1978 iniciou com a disputa da Supercopa da Inglaterra contra o Ipswich Town de Bobby Robson. Avassalador, o Forest venceu por 5 x 0. Com a conquista inglesa, o Forest também havia se classificado para a edição 1978/79 da Copa dos Campeões Europeus. Em um período onde não havia fase de grupos, com o torneio iniciando na fase de 32-avos de final, o Forest teve como primeiro adversário o Liverpool. Com uma vitória por 2 x 0 em casa, e um empate em 0 x 0 em Liverpool, se classificou para a fase seguinte. Nas oitavas, enfrentou o AEK Atenas. Com uma vitória por 2 x 1 na Grécia e 5 x 1 em casa, passou com um placar agregado de 7 x 2. Nas quartas pegou os suíços Grasshopper, vencendo em casa por 4 x 1 e empatando fora por 1 x 1. Entre essas duas partidas, o Forest enfrentou o Southampton em uma nova final de Copa da Liga Inglesa, obtendo o bicampeonato após vitória por 3 x 2. Nas semifinais da Copa dos Campeões, pegou o Köln. Contra os alemães, empatou o jogo em casa por 3 x 3. A classificação do clube alemão foi dada como certa àquela altura, com nenhum clube que não venceu o jogo de ida na história do torneio conseguindo vencer o jogo de volta. Contra os prognósticos, o Forest conseguiu vencer por 1 x 0 na Alemanha Ocidental, se classificando para uma surpreendente e inesperada final da principal competição europeia.[carece de fontes?] A conquista era uma meta pessoal de Clough, que se cobrava por não ter ido além das semifinais quando treinava o Derby County. Para sinalizar tempos de ambição do Nottingham, Clough aprovou a contratação de Trevor Francis, que já defendia a seleção inglesa como destaque do modesto Birmingham City, a despeito da transferência significar a primeira contratação acima de um milhão de libras no futebol britânico - e a despeito também de Francis só estar habilitado para jogar uma eventual final, conforme regra da UEFA para atletas que se transferiam no decorre da temporada. Clough, que sempre esclareceu que o valor real do negócio foi de 999.999 libras exatamente para aliviar alguma possível pressão em Francis, porém, não deixou de deixar como primeira instrução ao reforço que "entregue a bola para o John Robertson. Ele é melhor jogador que você".

As equipes iniciais da final da Copa dos Campeões de 1979. Os jogadores do Forest estão em vermelho

A final da Copa do Campeões ocorreu em 30 de maio de 1979, no Olympiastadion, em Berlim Ocidental, frente a um público de 68 mil pessoas, contra os suecos do Malmö. O Forest era o favorito contra o Malmö, mais considerado um 'azarão' por ser o primeiro clube sueco a chegar à final da competição. O próprio Clough, em um 'guerra de nervos' contra o adversário, disse que haveria apenas um amistoso no Olympiastadion: "Será para comemorar a conquista do título do Forest." Embora favorito, o Forest se tornou campeão europeu com uma vitória simples, por 1 x 0, com o gol solitário exatamente de Trevor Francis, nos acréscimos do primeiro tempo, em cabeceio indefensável para concluir jogada armada por Martin O'Neill, rendendo a narração da BBC de que "Trevor Francis, o homem de um milhão de libras, põe seu nome no placar e paga a grande quantia do cheque". Mesmo em uma época onde o torneio priorizava os campeões nacionais ao invés dos principais clubes do continente, o título foi –– e ainda é –– considerado um dos maiores feitos na história do futebol. Clough terminou aquele ano eleito o melhor treinador do futebol europeu. No campeonato inglês, por outro lado, havia terminado com o vice-campeonato para o Liverpool, oito pontos atrás, após empatar 18 dos 42 jogos do certame.[carece de fontes?]

As equipes iniciais da final da Copa dos Campeões de 1980. Os jogadores do Forest estão em vermelho

Na edição seguinte, o Forest se classificou como defensor do título –– à época, apenas o campeão nacional se classificava para o torneio, neste caso, o Liverpool ––. O Forest iniciou o percurso contra os suecos do Östers, vencendo em casa por 2 x 0 e empatando fora por 1 x 1. Na segunda rondada, contra os romenos do Argeș Pitești, vitórias em casa por 2 x 0 e fora por 2 x 1. Durante a pausa do torneio, em 30 de janeiro de 1980 e 5 de fevereiro o clube disputou a Supercopa Europeia de 1979 contra o Barcelona de Allan Simonsen, eleito o melhor jogador europeu de 1977. Vencendo o primeiro jogo por 1 x 0, foi campeão na Espanha após segurar um empate em 1 x 1. Nas quartas, em março de 1980, o clube sofreu sua primeira derrota nas competições europeias, perdendo em casa por 1 x 0 para o alemão oriental Dynamo Berlin. No jogo na Alemanha Oriental, conseguiu abrir 3 x 0 ainda no primeiro tempo e se classificar para as semifinais após o jogo terminar 3 x 1. Contra o Ajax, nas semifinais, embora tenha vencido o primeiro jogo por 2 x 0, sofreu uma nova derrota, por 1 x 0, fora, se classificando para a final no placar agregado de 2 x 1.[carece de fontes?]
A segunda final europeia seguida do Forest ocorreu no Santiago Bernabéu, em Madrid, contra o alemão Hamburgo do inglês Kevin Keegan, então eleito nos dois últimos anos o melhor jogador europeu pela revista France Football enquanto jogava pelo Liverpool, e que havia goleado o Real Madrid por 5 x 1 no último jogo. A vitória, ocorrida em 28 de maio de 1980 frente a um público de 51 mil pessoas, assim como no ano anterior, fora por 1 x 0, com John Robertson marcando o único gol aos 20 minutos do primeiro tempo. Com a conquista, o Forest igualou os dois títulos do Liverpool, se tornando momentaneamente o maior campeão inglês (o Liverpool seria campeão novamente no ano seguinte), e também se tornou o primeiro clube a vencer mais vezes o torneio do que o seu campeonato nacional. Por décadas, apenas o Milan de Marco van Basten conseguiria ser bicampeão seguido do torneio após o feito do Nottingham (em 1989 e 1990), e com o Real Madrid de Cristiano Ronaldo conseguindo superá-lo (em 2016, 2017 e 2018).[carece de fontes?] O Forest também chegou perto de um tricampeonato na Copa da Liga Inglesa, mas perdendo a final para o Wolverhampton Wanderers por 1 x 0 em jogo que Jimmy Gordon comandou. No campeonato inglês, terminou apenas na quinta colocação.<[carece de fontes?]

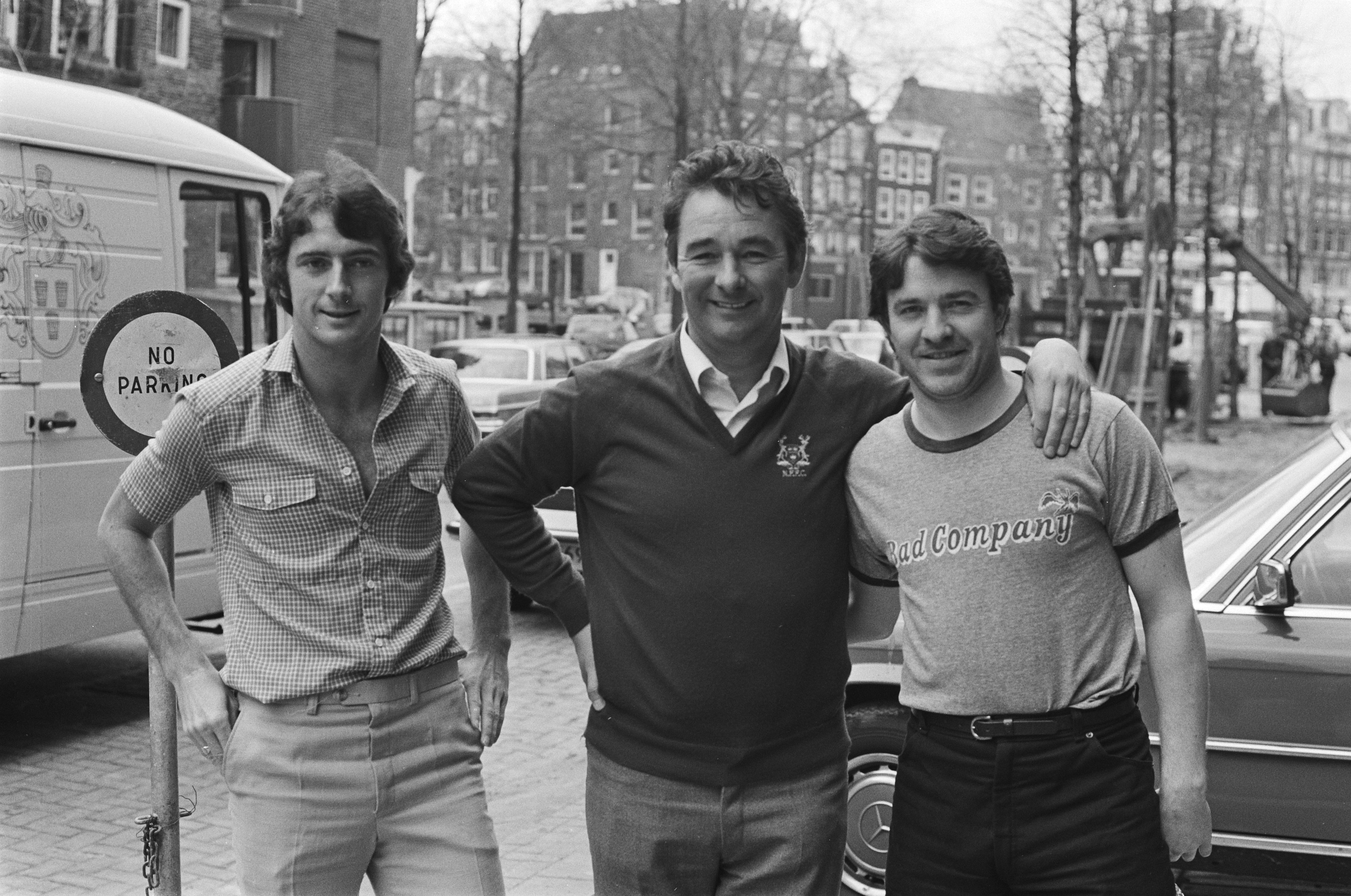
Trevor Francis (esquerda), Clough (centro) e John Robertson (direita) em 1980

Jogando a Copa dos Campeões como defensor do título pela segunda vez, o Nottingham Forest seria eliminado de forma humilhante ainda na primeira fase, perdendo os dois jogos por 1 x 0 para os búlgaros do CSKA Sófia. A Supercopa Europeia de 1980, disputada em 25 de novembro e 17 de dezembro contra o Valencia, terminou com o título indo para os espanhóis. Embora o Forest tenha vencido o primeiro jogo por 2 x 1, perdeu o segundo por 1 x 0, e o Valencia ficou com o título pelo critério de gols fora de casa. Tendo desistido de participar da Copa Intercontinental de 1979, o clube acabou jogando a edição de 1980, disputada em 11 de fevereiro de 1981, contra o Nacional, do Uruguai. O torneio acabou sendo mais uma derrota do Forest, com o título ficando com os uruguaios após marcarem um gol aos 10 minutos de jogo e o placar se manter até o fim. No campeonato inglês, terminaram em sétimo.[carece de fontes?]
Clough e Taylor, que já haviam iniciado um processo de renovação do elenco ainda em 1980, com contratações como o suíço Raimondo Ponte e Ian Wallace, e vendendo importantes jogadores nas conquistas, como Garry Birtles, intensificaram o processo a partir de então, vendendo Martin O'Neill, Ian Bowyer, Larry Lloyd e Gary Mills, assim como o suíço Ponte, que se mostrou um fracasso, e contratando outros, como Justin Fashanu –– outro fracasso ––. Jogadores como Bowyer, Birtles e Mills, apesar de terem sido vendidos, acabaram sendo recontratados logo em seguida. O processo, no entanto, nunca chegou a ser finalizado por conta da saída de Taylor. Este decidiu se aposentar após o fim da temporada 1981/82, com o Forest terminando o campeonato em 12°.[carece de fontes?] Jimmy Gordon, que fora outro assistente de Clough desde o início de sua carreira, também se aposentou ao término daquela temporada. Em 1983 Clough recusou outro convite para voltar ao Derby. 

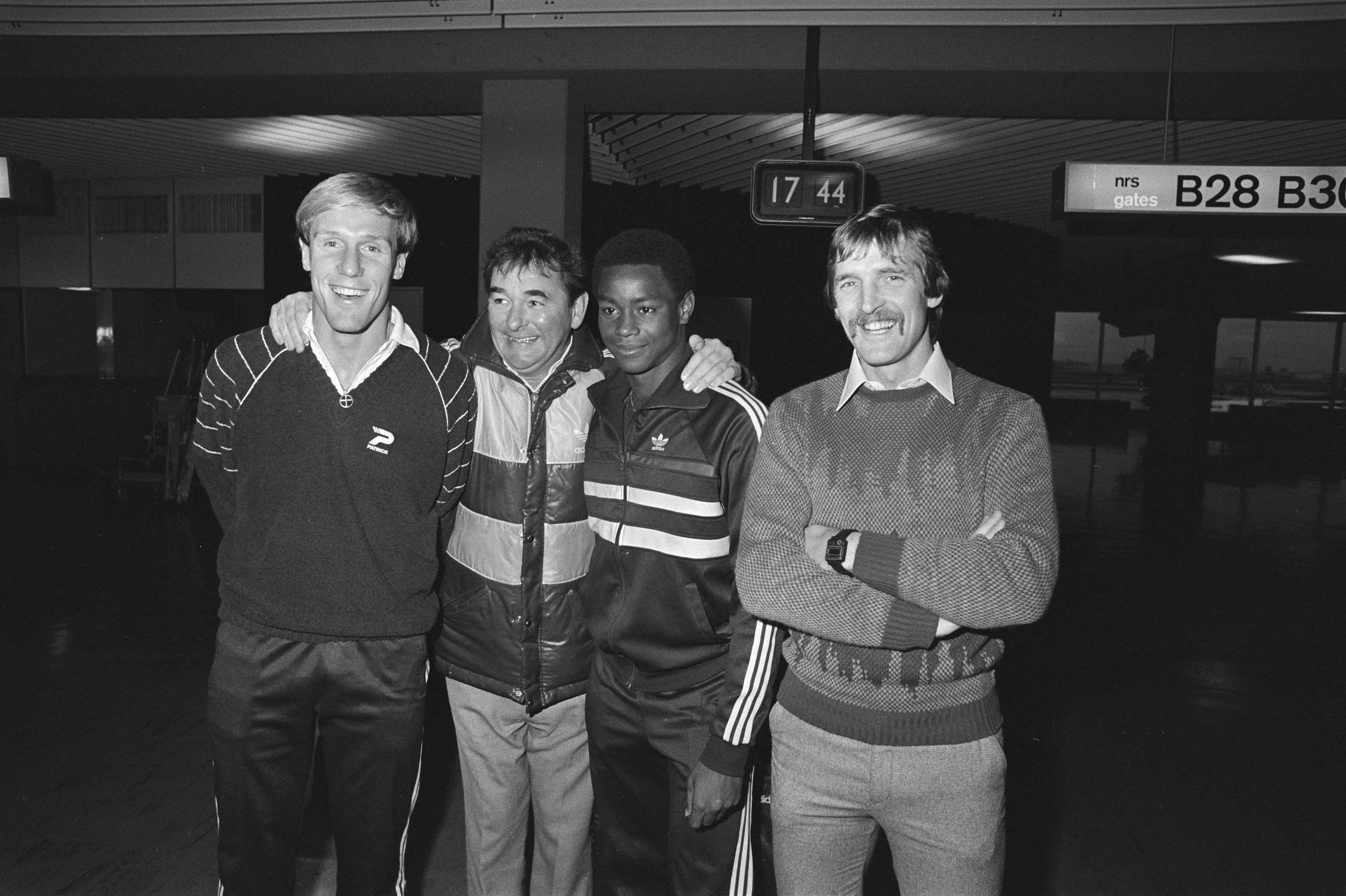
Da esquerda para a direita: Hans van Breukelen, Clough, Chris Fairclough e Frans Thijssen em 1983

Após a saída de Taylor, Clough, em questão de títulos, viveu um período infrutífero que durou quase uma década. Apesar disso, manteve um bom desempenho nas edições subsequentes do campeonato, terminando em 3° em 1984 e 1988; 5° em 1983, o primeiro ano sem Taylor; 8° em 1986 e 1987; e 9° em 1985.[carece de fontes?] Em competições europeias, participou da Copa da UEFA de 1983/84. Embora tenha eliminado os alemães orientais do Vorwärts Frankfurt, os neerlandeses do PSV Eindhoven, os escoceses do Celtic e os austríacos do Sturm Graz, o clube foi eliminado numa contestada semifinal contra o belga Anderlecht, após vencer a primeira partida em casa por 2 x 0 e perder o jogo de ida por 3 x 0, com as decisões do árbitro Guruceta Muro sempre sendo favoráveis aos belgas. Uma década depois, foi descoberto que Muro havia recebido um empréstimo antes do segundo jogo de 27 mil libras do presidente do Anderlecht, Constant Vanden Stock. Por fim, em 1997 a UEFA decidiu banir o Anderlecht por um ano de competições europeias por conta do caso. Muro havia morrido dez anos antes, em 1987. Embora o clube tenha se classificado para competições europeias novamente, foi impedido de participar por os clubes ingleses estarem banidos por conta da tragédia de Heysel. Durante esses anos, Clough também chegou a promover das categorias de base alguns jogadores que se tornariam memoráveis na história do Forest, como seu filho Nigel Clough e Des Walker, e também trouxe Stuart Pearce.
O primeiro título obtido pelo Forest desde a Copa dos Campeões de 1980 foi o Football League Centenary Tournament, uma competição amistosa disputada em 16 e 17 de abril de 1988 no estádio de Wembley em comemoração ao centenário da Football League. A final, disputada contra o Sheffield Wednesday, foi vencida nos pênaltis após empate em 0 x 0 no tempo normal. No entanto, Clough deu pouca importância ao torneio, ao ponto de não aparecer para treinar a equipe na competição. Neste ano o clube também chegou às semifinais da Copa da Inglaterra. A primeira final oficial disputada pelo Forest foi a Copa da Liga Inglesa, contra a sensação Luton Town, clube que havia sido campeão na edição anterior, contra o Arsenal, e chegado à final da Full Members Cup –– uma competição criada com o intuito de preencher o calendário dos clubes após a exclusão dos times ingleses das competições europeias em 1985 por conta da tragédia de Heysel, contando com equipes das duas primeiras divisões inglesas –– naquele mesmo ano. No entanto, contra a equipe de Clough, terminou derrotado por 3 x 1, com seu filho Nigel marcando duas vezes. A segunda final ocorreu em 30 de abril, 23 dias depois, na conquista do primeiro título da Full Members Cup, em uma apertada vitória na prorrogação por 4 x 3 sobre o Everton. No campeonato, terminou em 3° pelo segundo ano consecutivo.[carece de fontes?] Um bi na Copa da Liga Inglesa ocorreu em 1990 contra o Oldham Athletic após uma vitória simples por 1 x 0. Um inédito título, o da Copa da Inglaterra, quase veio em 1991, mas foi perdido para o Tottenham Hotspur em uma derrota por 2 x 1 na prorrogação. No campeonato inglês, no entanto, terminou em 9° em 1990 e 8° em 1991, mesmo resultado que obteria em 1992.[carece de fontes?]
Para 1991/92, o clube quebrou seu recorde pessoal de contratação estabelecido em 1980 com Trevor Francis ao assinar com Teddy Sheringham por 2,1 milhões de libras. Durante a temporada, o Nottingham foi vice na Copa da Liga, perdendo a final por 1 x 0 para o Manchester United. Em contraste, terminou com um bicampeonato da Full Members Cup após uma vitória na prorrogação por 3 x 2 sobre o Southampton, igualando a quantidade de títulos do Chelsea, e se tornando conjuntamente o maior vencedor do torneio. Esta fora a última edição da competição, encerrada por conta da criação do novo formato da primeira divisão, a Premier League, e dois anos após o término do banimento inglês das competições europeias. Este acabou sendo seu último título como treinador. No ano seguinte, 1992/93, após dezoito temporadas comandando a equipe, Clough decidiu sair. O clube terminou este ano rebaixado, ao finalizar a temporada na última posição da tabela. Apesar disso, Roy Keane fora vendido ao término da temporada ao Manchester United por um recorde britânico de 3,75 milhões de libras. O Forest conseguiu retornar a Premier League no ano seguinte, sob o comando de Frank Clark, antigo comandado de Clough nos anos 1970, mas caindo novamente em 1996 e em 1999, sua última estadia na elite inglesa.[carece de fontes?] Nos últimos anos de sua vida, Clough chegou a se arrepender de não ter saído do clube ainda em 1991.
Na época de sua aposentadoria, Clough acabou envolvido em um escândalo de subornos que emergiu durante os anos 1990 no futebol inglês. Ele foi acusado de envolvimento na transferência de Teddy Sheringham do Nottingham Forest para o Tottenham Hotspur em 1992. O então presidente do Tottenham, Alan Sugar, afirmou sob juramento que o treinador do clube à época, Terry Venables, disse que Clough recebeu um pagamento ilícito feito para garantir que a transferência de Sheringham ocorresse porque "Clough gostava de um suborno". Sugar sancionou um pagamento em dinheiro de 50 mil libras adicionais aos 2,1 milhões que, segundo ele, acreditava que seria pago a um agente mas foi entregue a Ronnie Fenton, assistente de Clough no Forest. Sugar, mesmo que fosse protegido por imunidade legal como testemunha do tribunal, nunca repetiu a alegação fora do tribunal. Também foi alegado à época que Clough recebeu pagamentos que violavam as regras da FA, algo corroborado pelo ex-olheiro chefe do Forest Alan Hill. Clough sempre negou as acusações, dizendo: "Me perguntar como é ganhar dinheiro com as transferência é como perguntar 'como é ter uma IST?' Eu não sei, nunca tive isso." Clough foi acusado de má conduta pela FA pelo caso, mas com esta eventualmente desistindo da acusação por conta da saúde debilitada de Clough. O ex-presidente da Premier League, Rick Parry, responsável pelo inquérito, disse: "No balanço de provas, sentimos que ele [Clough] era culpado. A evidência era muito forte."

## Personalidade
Egocêntrico, extrovertido e sincero, Clough foi uma famosa personalidade na mídia britânica, principalmente durante os anos 1970 e 1980, quando viveu seus melhores momentos na carreira. Conhecido pelo bom humor durante suas participações nos programas de rádio e televisão, chegou a declarar em uma de suas entrevistas, quando questionado se era o melhor treinador de futebol: "Posso não ser o melhor técnico do futebol, mas estou no primeiro lugar do ranking geral". Por sua sinceridade, Clough também ficou marcado como uma pessoa arrogante, ganhando a alcunha de Old Big 'Ead. Ele também exigia que seus jogadores o chamassem de  'Mr. Clough' .

"(...) Estávamos no vestiário quando ele olhou para Dave Currie, encarando-o diretamente nos olhos, e disse: "Você já encontrou uma casa, Dave?" Dave disse: "Não, ainda não, chefe." Ao qual Cloughie respondeu: "Não se incomode, filho."

– Stuart Pearce comentando sobre uma cena que presenciou minutos antes de um amistoso contra o Derby entre Clough e Dave Currie, contratado três semanas antes por 650 mil libras.
Clough, que também detinha de uma forte personalidade, a demonstrou em uma partida contra o Millwall –– clube que ficara mais conhecido pelo público fora da Inglaterra pelas intimidações causadas por seus torcedores nos adversários, contendo alguns dos mais temidos hooligans do futebol inglês ––: tentando mostrar que os torcedores rivais não o intimidavam, parou o ônibus que levava seus atletas cerca de dois quilômetros e meio do estádio do clube, The Den, fazendo-os seguir o restante do caminho a pé. Stuart Pearce, que era seu comandado no Forest, chegou a declarar, relembrando o episódio anos depois, que andou todo o trajeto ao lado de Clough, pois este possuía uma bengala e saberia como usá-la caso fosse necessário.
Mesmo que não fosse uma exclusividade sua, Clough também impunha uma cerimônia de "batismo" aos novos jogadores do Nottingham. Mesmo Trevor Francis, o primeiro jogador britânico a custar um milhão de libras, foi obrigado a servir chá aos novos colegas durante o intervalo da partida pela Copa dos Campeões contra o Malmö, e de algumas partidas seguintes; "Ele punha muito leite no meu. Jogava melhor do que fazia chá", chegou a contar Clough recordando o período. Clough também fazia seus comandados beberem na noite anterior aos jogos para garantir que eles dormissem bem.
Sua personalidade também resultaria em algumas memoráveis frases durante sua carreira. Um autocrata, chegou a comentar uma vez como resolvia problemas com os jogadores: "Nós conversamos por aproximadamente vinte minutos e então decidimos que eu estava certo". Outra famosa frase atribuída a ele, quando fora questionado sobre obter resultados rápidos: "Roma não foi construída em um dia. Mas porque eu não estava lá." Quando justificando sua filosofia de futebol, falou: "Se Deus quisesse que nós jogássemos futebol nas nuvens, ele teria colocado grama lá".

Posso não ser o melhor técnico do futebol, mas estou no primeiro lugar do ranking geral.

– Resposta de Clough quando questionado se era o melhor treinador, demonstrando seu bom humor característico nas entrevistas.
Quando Larry Lloyd se recuperou da lesão que o deixou de fora de parte da temporada do primeiro título inglês do Forest, na temporada 1977/78, tirando do time titular David Needham, que havia sido contratado com a temporada em andamento para substituir Lloyd e vinha se desempenhando bem ao longo das seis semanas em que foi titular, gerou uma famosa anedota do treinador: para justificar a Needham a perda da titularidade, Clough teria-lhe explicado que "David, você provavelmente está se perguntando por que eu saquei você do time. Você tem ido muito bem desde que chegou. David, eu não posso culpa-lo. Você é um garoto amável. Se minha filha estivesse procurando por um marido, você seria esse cara. Você é legal a esse nível, David. Eu teria você como meu genro". Clough então apontou para Lloyd e complementou: "eu odeio aquele desgraçado ali. E é por isso que você não está no time. Você não é um desgraçado como Larry Lloyd. E, filho, eu quero um desgraçado na minha defesa", em tradução amena à expressão bastard usada no discurso original.
No entanto, sua sinceridade também afetara negativamente seus jogadores. Quando chegara ao Leeds United, Clough disse a Eddie Gray, que constantemente se lesionava, que se ele fosse um cavalo, já teria sido abatido. Contra os próprios jogadores do Leeds disse que estes deviam jogar suas medalhas fora porque foram ganhas de forma suja, atitude que surpreendeu os jogadores do time, mesmo que Clough fosse um ferrenho crítico do clube e dos jogadores há anos. Após empatar em 3 x 3 com o Köln a partida de ida da Copa dos Campeões de 1978/79, onde o goleiro Peter Shilton –– considerado naquele momento o melhor do mundo –– falhara em dois gols, Clough descreveu a partida: "Jogamos uma excelente partida, porque perdíamos de 2 x 0 e viramos para 3 x 2. Venceríamos, não fosse o presente dado por Shilton."
Seu jeito também acabaria causando rusgas com Peter Taylor, que terminaria a parceira com Clough em 1982 por considerar que não recebia reconhecimento suficiente pelo seu trabalho no clube –– quando chamou Taylor para trabalhar novamente ao seu lado, no Forest, após uma breve separação da dupla após sua saída do Brighton & Hove Albion para assumir o Leeds United, Clough ofereu termos de igualdade entre os dois na administração da equipe ––, ao ponto dos dois romperem completamente o contato após Taylor contratar John Robertson do Forest ao Derby, clube que havia retornado pouco tempo após a separação, sem o conhecimento de Clough, deixando este irrado com a atitude.

## Parceria com Peter Taylor
Clough e Taylor tinham perfis opostos, com o primeiro sendo extrovertido e gostando de motivar os companheiros mais do que da rotina diária de treinos, além de receber atenção da mídia sempre que possível, e o segundo sendo introvertido, gostando de lidar com rotinas diárias e evitando receber atenção da mídia mais que o necessário. Taylor ainda complementava Clough com uma capacidade única na descoberta de bons nomes para o elenco, sendo indicações suas as contratações de Roy McFarland, John O'Hare, John McGovern e Alan Hinton, alguns dos principais personagens nos títulos do Derby e Larry Lloyd, Kenny Burns, Gary Birtles e Peter Shilton nas conquista do Forest. Cliff Wright, que fora treinado pela dupla no Hartlepools, os descreveu como "bom policial, mau policial. Cloughie o derrubaria no chão, verbalmente ao menos, e Pete te colocaria em pé novamente".

Eu não sou capaz de ser bem-sucedido sem Peter Taylor. Eu sou a vitrine da loja e ele é as coisas boas dentro.

– Clough falando sobre sua parceria com Taylor.
Sydney Bradley, antigo presidente do Derby County, descreveu o sucesso dos dois no clube como tendo “construído um transatlântico de um naufrágio”. Clough chegou a descrever a parceria entre os dois, se referindo a si mesmo como "a vitrine da loja" e a Taylor "como as coisas boas dentro". Clough possuía como suas principais características na parceria a disciplina, a psicologia e o carisma; Taylor possuía um olho clinico para contratações, a construção do projeto e atuava como um apaziguador. Taylor também era um dos poucos que conseguiam lidar com a personalidade inconstante de Clough, com este chegando a confirmar isso, dizendo que Taylor sempre funcionara como uma força balanceadora em sua vida:
Pete era o único cara que podia colocar um braço em volta do meu ombro e me dizer –– diretamente, colega para colega –– que eu estava errado, ou certo, ou calar a boca e voltar ao trabalho.— Clough falando sobre sua parceria com Taylor.
Embora os dois tivessem uma sólida parceria, o relacionamento entre eles sofreu com contratempos ao longo dos anos, principalmente por conta de personalidade de Clough. Enquanto ainda estavam no Derby, em 1971, Clough recebeu um aumento substancial em seu salário de cinco mil libras do presidente Sam Longson, não informando a Taylor, que ficou irrado quando descobriu. Ele também ficava irritado porque Clough frequentemente ganhava dinheiro extra participando de programas na mídia e escrevendo artigos para jornais e revistas enquanto ele ficava responsável pela maior parte do trabalho com os jogadores. Quando Clough recebeu a proposta para treinar o Leeds United, Taylor se recusou a deixar o Brighton, resultando em meses sem contato entre eles.
Ainda que evitasse a publicidade, Taylor tinha ressentimentos por Clough sempre receber o reconhecimento pelo trabalho, ao ponto de questionar em sua autobiografia: "De vez em quanto eu questiono porque ele nunca fala para a Bell's, quando entregam o prêmio de melhor treinador do mês, por exemplo, 'Vocês precisam presentear uma garrafa de whisky extra. Há dois de nós.'"

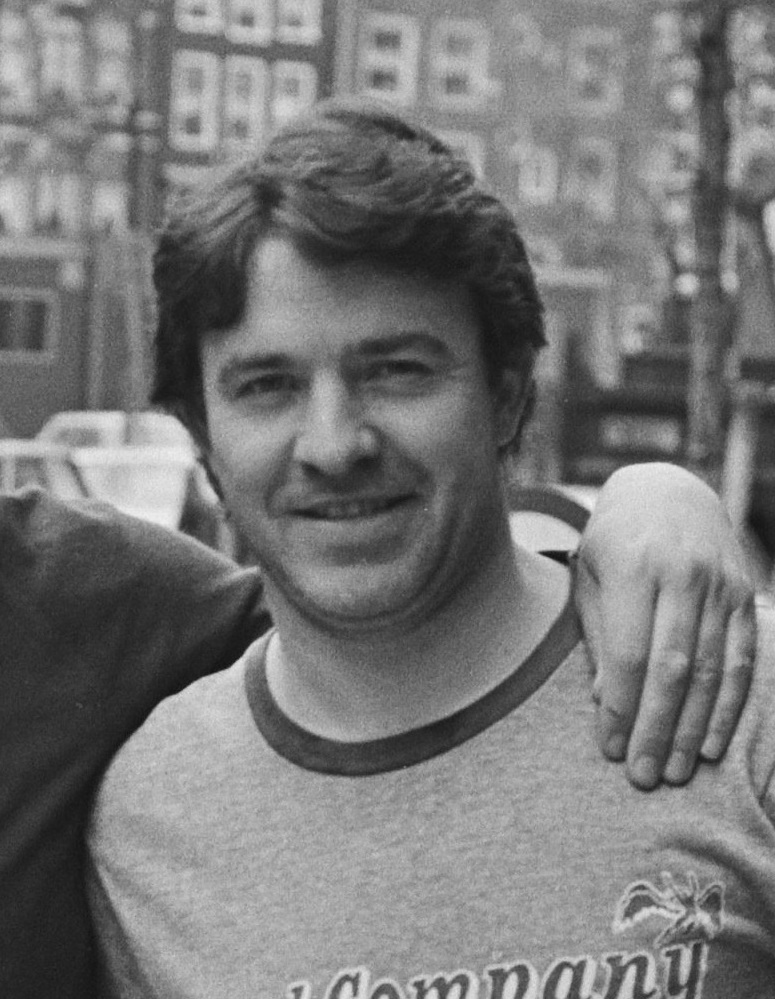
John Robertson em 1980. Robertson acabou sendo indiretamente o responsável pela última ruptura entre Clough e Taylor, em 1982

Em 1980 Taylor lançou sua autobiografia, With Clough by Taylor, a qual desagradou fortemente Clough por ele nunca ter informado que estava escrevendo o livro, e por tratar mais sobre este do que do próprio Taylor. O fato de Taylor nunca ter compartilhado parte dos lucros obtidos com o livro também desagradou Clough. Coincidentemente, este acabou sendo o ano da última conquista do clube com a dupla, com Taylor decidindo se aposentar ao fim da temporada 1981/82. Em janeiro de 1982, enquanto Clough estava se recuperando de uma suspeita de ataque cardíaco, tamanha era a degradação da amizade entre os dois que Taylor chegou a procurar escutas em seu escritório e telefone. Apesar disso, Clough chegou a ajudar Taylor a negociar um generoso acordo de saída do Forest.
Quando Taylor desistiu de sua aposentadoria após um convite para se tornar o treinador do Derby County, ainda em 1982, uma das primeiras contratações de Taylor foi John Robertson –– autor do gol da Copa dos Campeões Europeus de 1980 ––, vindo justamente do Forest, e sem o conhecimento de Clough. Irrado com a atitude, este rompeu completamente com Taylor, ao ponto de atacá-lo publicamente em um artigo de jornal, dizendo que: "Nós passamos um pelo outro indo para o trabalho na A52 quase todos os dias, mas se o carro dele quebrasse, e eu o visse pedindo ajuda, eu não o ajudaria; eu passaria por cima dele." Robertson, que vinha jogando menos no Forest, sem a importância mostrada outrora, pouco impacto acabou tendo no Derby, que terminou aquele ano rebaixado à terceira divisão, deixando o clube para retornar ao Forest para uma última temporada após o segundo ano.
Quando Taylor morreu, em 1990, sua filha Wendy relataria posteriormente que Clough ficou "extremamente triste" quando soube da notícia –– os dois não se falavam mais desde a ruptura em 1982 ––. Quando recebeu um prêmio da cidade de Nottingham por seu serviço prestado ao clube, em 1993, Clough terminou seu discurso falando que "meu único arrependimento é que meu companheiro não está comigo", se referindo a Taylor.

## Legado
Clough ficou caracterizado como o "treinador que a Inglaterra nunca teve" por nunca ter chegado a treinar a seleção inglesa, mesmo esta vivendo um dos piores períodos de sua história enquanto Clough vivia seu auge no Forest. Apesar disso, ele chegou a ser entrevistado para o cargo em duas oportunidades, em 1977 e 1982, pela forte demanda popular para sua contratação, ao ponto de Bobby Robson, contratado como treinador inglês em 1982, declarar ao presidente da Associação de Futebol, entidade responsável pela seleção: "Eu estou vivendo um período difícil, todos querem Brian –– deem o trabalho a ele. Se ele for bem-sucedido, todos ficam felizes. Se ele falhar, é o fim do clamor para Brian Clough ser o treinador da Inglaterra". Sobre o episódio, Clough apenas afirmou: "Eu tenho certeza que os dirigentes pensaram que, se eles me dessem o trabalho, eu acabaria sendo a estrela do espetáculo. Eles eram perspicazes, pois seria exatamente o que eu faria".

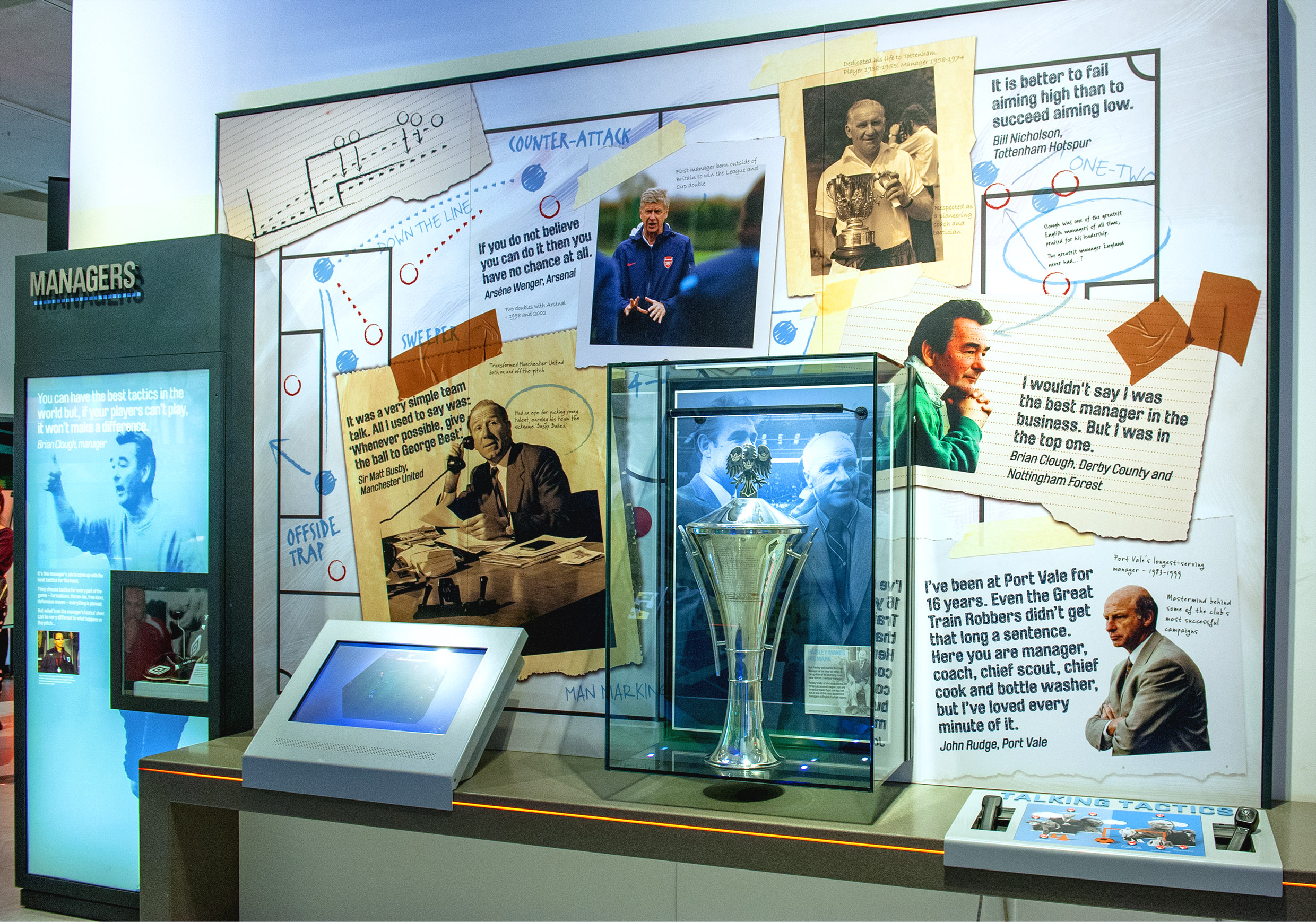
Destaque para Clough em um mural do Museu Nacional do Futebol, em Manchester, com algumas frases memoráveis de personagens do futebol inglês

Apesar do episódio com a seleção, Clough seria massivamente lembrado por sua parceria com Peter Taylor que levou as duas pequenas equipes rivais, Derby County e Nottingham Forest, ao topo do futebol inglês, com esta última chegando ao topo do futebol europeu. Embora o Derby tivesse obtido um bicampeonato inglês após a saída de Clough, esta nunca chegou a recuperar o sucesso daquele período, com alguns afirmando que, caso Clough tivesse continuado à frente do clube, seria este o grande clube inglês dos anos 1970 e 1980, e não o Liverpool. A mesma decadência ocorreria com o Forest após sua saída, com este nunca se recuperando totalmente. Com ambas as equipes em decadência, a maior disputa dos dois clubes tem sido pelo apoio de Clough como torcedor, mesmo anos após a sua morte. Desde 2007, disputam um amistoso anual que leva o seu nome. Seu nome está em estátuas tanto em Derby quanto em Nottingham, distantes apenas 20 quilômetros uma da outra, assim como batiza a estrada que liga as duas cidades. Há uma estátua sua também na sua cidade natal de Middlesbrough.

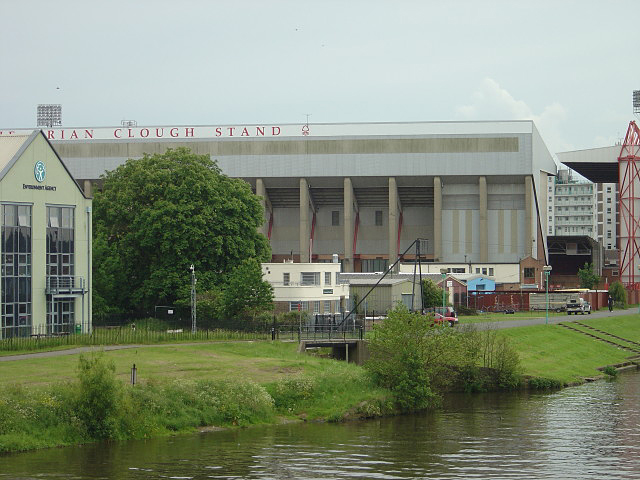
'The Brian Clough Stand', o maior setor da arquibancada do City Ground, o estádio do Forest, é nomeado em homenagem a Clough

Seus dois títulos ingleses, e principalmente seus dois títulos europeus são vistos como algo singular mesmo por treinadores tão famosos quanto. José Mourinho comentou uma vez sobre uma visita ao estádio do Nottingham Forest, em 1996: "Quando vi o estádio, eu pensei: 'Você está brincando comigo, este clube venceu a Copa dos Campeões? Duas vezes?'". Alex Ferguson, que chegou a enfrentar Clough quanto este estava em seus últimos anos de carreira, comentou: "Ele venceu dois títulos da liga com time provinciais, não um dos grandes, e venceu duas vezes seguida a Copa dos Campeões com uma equipe provincial. Ele era excêntrico às vezes, mas eu não acho que há alguma coisa errada com isso." Larry Lloyd, que fora seu jogador no Forest, o considera o melhor treinador que conheceu: "Eu joguei por Bill Shankly e Bob Paisley, mas sem dúvidas, Cloughie era o melhor. Eu não consigo lembrar de alguma vez receber uma lição tática ou de treinamento dele, mas como treinador ele era inigualável. Ele nos fazia sentir invencíveis. Toda vez que saíamos correndo, pensávamos que venceríamos".
Sua fatídica passagem de 44 dias como treinador do Leeds United resultou no livro The Damned Utd de David Peace, e este resultou no filme britânico de 2009 The Damned United. O filme segue a mesma linha narrativa do livro, alternando entre sua ascensão como treinador no Derby County e seu período no Leeds, e finaliza com imagens reais de Clough conquistando a Europa com o Nottingham Forest enquanto seu desafeto Don Revie termina envolto em escândalos financeiros. Nele, Clough foi interpretado por Michael Sheen. Tanto o livro quanto o filme foram fortemente criticados por sua falta de exatidão e veracidade. Johnny Giles chegara até mesmo a processar os editores exigindo que o livro fosse caracterizado como uma ficção baseada em fatos reais.
Embora tenha sido contemporâneo de grandes nomes do futebol inglês, Clough foi o único inglês escolhido pela UEFA em uma listagem dos 10 maiores treinadores do futebol europeu nos 54 anos iniciais de exitência da entidade. Ele também é considerado como o treinador inglês mais bem-sucedido de sua geração. Clough também fora eleito como treinador para a edição inaugural do Hall da Fama do Futebol Inglês em 2002 ao lado de Matt Busby, Alex Ferguson, Bob Paisley, Alf Ramsey e Bill Shankly. O inglês também apareceu entre os melhores treinadores da história na votação de algumas das principais revistas esportivas, como ESPN (considerado o terceiro melhor da história), France Football (décimo quinto melhor) e World Soccer (décimo sétimo).

## Estatísticas

### Como futebolista
| Clube         | Temporada    | Campeonato Inglês | Campeonato Inglês | Campeonato Inglês | Copa da Inglaterra | Copa da Inglaterra | Copa da Liga Inglesa | Copa da Liga Inglesa | Total | Total |
| Clube         | Temporada    | Divisão           | Jogos             | Gols              | Jogos              | Gols               | Jogos                | Gols                 | Jogos | Gols  |
| ------------- | ------------ | ----------------- | ----------------- | ----------------- | ------------------ | ------------------ | -------------------- | -------------------- | ----- | ----- |
| Middlesbrough | 1955–56      | Segunda Divisão   | 9                 | 3                 | 0                  | 0                  | —                    | —                    | 9     | 3     |
| Middlesbrough | 1956–57      | Segunda Divisão   | 41                | 38                | 3                  | 2                  | —                    | —                    | 44    | 40    |
| Middlesbrough | 1957–58      | Segunda Divisão   | 40                | 40                | 2                  | 2                  | —                    | —                    | 42    | 42    |
| Middlesbrough | 1958–59      | Segunda Divisão   | 42                | 43                | 1                  | 0                  | —                    | —                    | 43    | 43    |
| Middlesbrough | 1959–60      | Segunda Divisão   | 41                | 39                | 1                  | 1                  | —                    | —                    | 42    | 40    |
| Middlesbrough | 1960–61      | Segunda Divisão   | 40                | 34                | 1                  | 0                  | 1                    | 2                    | 42    | 36    |
| Middlesbrough | Total        | Total             | 213               | 197               | 8                  | 5                  | 1                    | 2                    | 222   | 204   |
| Sunderland    | 1961–62      | Segunda Divisão   | 34                | 29                | 4                  | 0                  | 5                    | 5                    | 43    | 34    |
| Sunderland    | 1962–63      | Segunda Divisão   | 24                | 24                | 0                  | 0                  | 4                    | 4                    | 28    | 28    |
| Sunderland    | 1963–64      | Segunda Divisão   | 0                 | 0                 | 0                  | 0                  | 0                    | 0                    | 0     | 0     |
| Sunderland    | 1964–65      | Primeira Divisão  | 3                 | 1                 | 0                  | 0                  | 0                    | 0                    | 3     | 1     |
| Sunderland    | Total        | Total             | 61                | 54                | 4                  | 0                  | 9                    | 9                    | 74    | 63    |
| Career total  | Career total | Career total      | 274               | 251               | 12                 | 5                  | 10                   | 11                   | 296   | 267   |

#### Partidas pelas seleções inglesas
A tabela abaixo resume as aparições de Brian Clough pelas equipes B, sub-23 (ambas especificadas em parênteses) e principal da seleção inglesa.[carece de fontes?]
| #     | Data                    | Competição                | Local                       | Adversário    | Placar | Gol(s) |
| ----- | ----------------------- | ------------------------- | --------------------------- | ------------- | ------ | ------ |
| 1     | 6 de fevereiro de 1957  | Amistoso (seleção B)      | Birmingham (St Andrew's)    | Escócia       | 4-1    | 1      |
| 2     | 26 de fevereiro de 1957 | Amistoso (seleção sub-23) | Glasgow (Ibrox Park)        | Escócia       | 1-1    | 0      |
| 3     | 19 de maio de 1957      | Amistoso (seleção sub-23) | Sófia                       | Bulgária      | 2-1    | 1      |
| 4     | 23 de abril de 1958     | Amistoso (seleção sub-23) | Wrexham (Racecourse Ground) | País de Gales | 2-1    | 1      |
| 5     | 28 de outubro de 1958   | Amistoso                  | Londres (Wembley)           | Suécia        | 3-2    | 0      |
| 6     | 17 de outubro de 1959   | Campeonato Interbritânico | Cardiff (Ninian Park)       | País de Gales | 1-1    | 0      |
| Total | Total                   | Total                     | Total                       | Total         | Total  | 3      |

### Como treinador
A tabela abaixo resumo a quantidade de jogos, vitórias, empates e derrotas da carreira de treinador de Clough, entre os anos de 1965 e 1993.
| Equipe                 | País       | Entrada               | Saída                  | Estatísticas | Estatísticas | Estatísticas | Estatísticas | Estatísticas |
| Equipe                 | País       | Entrada               | Saída                  | J            | V            | E            | D            | % Vit.       |
| ---------------------- | ---------- | --------------------- | ---------------------- | ------------ | ------------ | ------------ | ------------ | ------------ |
| Hartlepool United      | Inglaterra | 1 de outubro de 1965  | 1 de maio de 1967      | 91           | 38           | 14           | 39           | 41.76%       |
| Derby County           | Inglaterra | 1 de junho de 1967    | 15 de outubro de 1973  | 321          | 153          | 76           | 92           | 47.66%       |
| Brighton & Hove Albion | Inglaterra | 1 de novembro de 1973 | 20 de julho de 1974    | 35           | 12           | 9            | 14           | 34.29%       |
| Leeds United           | Inglaterra | 20 de julho de 1974   | 13 de setembro de 1974 | 7            | 1            | 3            | 3            | 14.29%       |
| Nottingham Forest      | Inglaterra | 6 de janeiro de 1975  | 8 de maio de 1993      | 968          | 447          | 258          | 263          | 46.18%       |

## Títulos

### Como futebolista
Inglaterra[carece de fontes?]
- Campeonato Interbritânico: 1959/60

### Como treinador
Derby County[carece de fontes?]
- Campeonato Inglês da Segunda Divisão: 1968/69
- Copa Watney: 1970
- Campeonato Inglês: 1971/72
- Copa Texaco: 1971/72

Nottingham Forest[carece de fontes?]
- Copa Anglo-Escocesa: 1976/77
- Campeonato Inglês: 1977/78
- Copa da Liga Inglesa: 1977/78, 1978/79, 1988/89, 1989/90
- Supercopa da Inglaterra: 1978
- Copa dos Campeões da Europa: 1978/79, 1979/80
- Supercopa Europeia: 1979
- Copa de Membros Ingleses: 1989, 1992

### Individuais

#### Como futebolista
- Eleito para a equipe histórica do Sunderland (2011)[17]
- Artilheiro do Campeonato Inglês da Segunda Divisão: 1958/59 (42 gols); 1959/60 (39 gols)[carece de fontes?]

#### Como treinador
- Treinador do Ano (LMA): 1977/78[2]
- Treinador Europeu do Ano (Sepp Herberger Award): 1979[2]
- Treinador Europeu do Ano (UEPS): 1979/80[2]
- Hall da Fama do Futebol Inglês (2002)[93]
- Eleito um dos dez melhores treinadores da história da UEFA (2018)[1]

## Vida pessoal

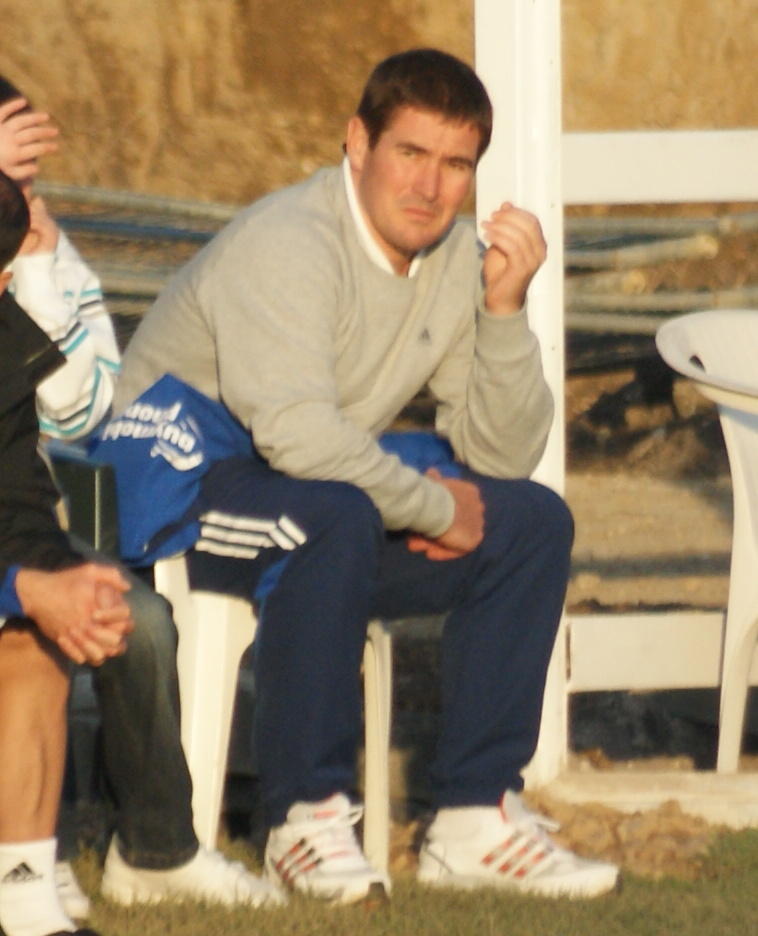
Seu filho Nigel enquanto este treinava o Derby County em 2009

Clough fora casado durante toda sua vida com Barbara Glasgow, que também era oriunda da cidade de Middlesbrough. Tarde em sua vida, chegaria a dizer que conhecer Barbara foi "a melhor coisa que ele já fez". Eles tiveram três filhos juntos: Simon, nascido em 1964; Nigel, nascido em 1966; e Elizabeth, nascida em 1967. Nigel seguiu os passos de seu pai, se tornando jogador e treinador. Passou a maior parte da carreira no Nottingham Forest enquanto este era treinado por seu pai, também jogando por Liverpool, Manchester City, Sheffield Wednesday e Burton Albion, onde era jogador-treinador. Também defendeu a Inglaterra, participando da Eurocopa de 1992. Como treinador, dedicou mais de 15 anos ao Burton Albion, clube associado a Peter Taylor, e também chegou a treinador o Derby County por quase cinco anos, mas com sucesso modesto.
Devotado à sua família durante sua vida, Clough chegou a dizer: "Eu provei muitas coisas, mas se há alguma coisa melhor que a vida familiar, me mostre." Brian possuía um perfil socialista, chegando em duas oportunidades a ser abordado sobre a possibilidade de se tornar um candidato ao parlamento. Também fora presidente do Anti-Nazi League. Por seus serviços prestados ao futebol, Clough fora apontado como oficial da Ordem do Império Britânico (OBE) em 1991. Ele disse que as letras significavam  'Old Big 'Ead' , um apelido seu ganho durante sua carreira. Em 1993 ele ganhou o Freedom of the City of Nottingham, e na mesma cerimônia um bonde foi nomeado com seu nome.
Clough fora durante sua vida um alcoólatra, problema que se intensificou após sua saída do Nottingham Forest. Em janeiro de 2003, quando estava com 67 anos de idade, precisou passar por um transplante de fígado, atribuído aos seus mais de trinta anos de alcoolismo. Segundo seus médicos, seu fígado estava tão danificado que, caso não tivesse conseguido o transplante, ele teria morrido dentro de duas semanas. Nos vinte meses seguintes após o procedimento cirúrgico, voltou a praticar exercícios leves e demonstrava estar mais feliz do que habitualmente. Apesar disso, viria a morrer em 20 de setembro de 2004 enquanto estava no Hospital da Cidade de Derby, apenas alguns dias após sua admissão, vítima de câncer no estômago. Ele estava com 69 anos na ocasião.
Sua popularidade na região entre os torcedores do Forest e Derby era tamanha que, embora ferrenhos rivais, estes se juntaram para lamentar a morte de Clough. Um serviço memorial foi realizado no estádio Pride Park de Derby em 21 de outubro de 2004, contando com a participação de mais de catorze mil pessoas. Originalmente, o serviço foi planejado para acontecer na Catedral de Derby, mas teve que ser transferido por conta da alta demanda por entradas.